# Principatul Moldovei
Principatul (Voievodatul) Moldovei a fost un stat ce a existat în Europa timp de peste cinci veacuri. Era împărțit în Țara de Sus, Țara de Jos,  împărțite în ținuturi și ocoluri (cele 24 ținuturi erau: Cernăuți, Hotin, Soroca, Rădăuți, Suceava, Dorohoi, Botoșani, Cârligătura, Neamț, Bacău, Iași, Lăpușna, Orhei, Putna, Roman, Tecuci, Vaslui, Tutova, Bârlad, Covurlui, Frumoasa, Ciubărciu, Oblucița, Chilia, Cetatea Albă). Voievodatul Moldovei cuprindea și Basarabia care făcea accesul la mare. După 1812, când jumătatea de est a Moldovei a fost anexată de Imperiul țarist, aceștia au extins denumirea de Basarabia asupra teritoriului anexat pentru a-l diferenția de restul Moldovei. În același mod au acționat și austriecii după anexarea părții de nord-vest a Moldovei în anul 1775, pe care au denumit-o „Bukowina” sau „Buchenland”, adică Țara fagilor, după pădurile de fagi din zonă. Moldova s-a unit în 1859 cu Țara Românească formând astfel un nou stat sub suzeranitatea Imperiului otoman, Principatele Unite ale Moldovei și Țării Românești (România modernă, stat recunoscut ca independent în 1878 și devenit regat în 1881).

## Etimologie, denumirile țării
Etimologia numelui Moldova, inițial numele unui râu, este disputată. Majoritatea cercetătorilor, se referă la cuvântul „Mulda”, care înseamnă în germanica veche „scobitură prăfoasă, mină” (Bogdan Petriceicu Hasdeu consideră că această denumire a fost adusă de bastarni), ceea ce este în concordanță cu:
- semnificația numelui românesc al primei capitale Baia;
- prezența pe aceste meleaguri a meșterilor mineri sași (de la care se trage și denumirea cetății „Neamțului”);
- denumirea râului Moldova, în germană „Moldau” (numele Moldau desemnează și Vltava din Republica Cehă), în maghiară „Molda” (Baia numindu-se în această limbă „Moldvár” iar voievodatul Moldovei: „Moldva”).

Dar există și alte teorii, conform cărora numirea Moldovei ar veni de la coniferul „Molift” prezent în altitudine în munții Călimani, în jurul Dornei și în masivul Ceahlăului, sau mai timpuriu, din antichitatea târzie, din limba gotică sau chiar dacică.
În trecut mai circula și o legendă, raportată de Bogdan Petriceicu Hașdeu, după care voievodul maramureșean Dragoș de Bedeu, venit la vânătoare de zimbri în zonă, avea o cățea numită Molda, care, sleită de puteri, se înecă în râul ce-i poartă numele de atunci încoace.
- În actele cancelariei domnești țara era denumită: Moldova, după râul cu același nume. Uneori apare și numele de: „Moldo-Vlahia”[necesită citare], („Vlahia Moldovenească”, tradus din slavă: România Moldovenească), sau de „Bogdano-Vlahia”, (Țara lui Bogdan de Dolha) după numele domnitorului Bogdan I (tot maramureșean) sub care și-a obținut independența.
- Grecii o denumeau: „Ruso-Vlahia”, („Vlahia dinspre Rusia”); sau „Mauro-Vlahia”, („Vlahia neagră”, de la pădurile de nepătruns). Pentru Țara Românească grecii foloseau denumirea „Ungro-Vlahia”, („Vlahia dinspre Ungaria”).
- Turcii foloseau denumirile: „Bogdan-ili”, sau „Kara-Bogdan” („Bogdania neagră”) (cu referire atât la întemeietorul Bogdan I, cât și la pădurile de nepătruns).[4].
- De asemenea, deoarece știm despre împărțirea în două a cumanilor pe baza denumirii: cumanii "negri" (triburile subordonate), respectiv cumanii "albi" (conducătorii, nobilii), a apărut și teoria, care spune, că "Mauro-Vlahia" (la greci) sau "Kara-Bogdan" (la turci) reflectă de fapt denumirea teritoriilor ocupate de către cumanii "negri" sau cele situate în apropierea acestora.[necesită citare] După unele surse[5] cumanii albi au fost stabili în sudul Ucrainei de azi, iar cumanii negri - în Muntenia. Având în vedere aserțiunea lui Neagu Djuvara (op. cit.), împărțirea cumani albi - cumani negri nu are legătură cu „conducători”, respectiv „triburi subordonate”, ci cu teritoriile ocupate.
- Teritoriile Moldovei istorice (engleză: „Moldavia”, germană: „Moldau”), au astăzi numiri diferite atât pe planul internațional, cât și în România:
  - numirile „Moldavia” și „Moldau” au fost păstrate numai de regiunea Moldova din România. În România, în mod curent se numește „Moldova” doar partea de vest a fostului principat, pe malul drept al Prutului, parte care s-a unit în 1859 cu Țara Românească spre a forma Principatele Unite Române.
  - Republica Moldova este denumită în engleză: „Moldova”, în germană: „Moldawien”. În România, în mod curent este numită „Basarabia”, deși Republica Moldova nu corespunde decât parțial cu limitele definite de anexarea rusească din 1812, care a denumit "Basarabia" toată partea de est a Principatului Moldova, între Prut și Nistru.

În decursul istoriei numele Moldova a mai desemnat:
- Republica Democratică Moldovenească, proclamată de Sfatul Țării la Chișinău, pe teritoriul Basarabiei, la data de 21 noiembrie 1917 (independentă la 24 ianuarie 1918 și unită cu România la 27 martie 1918);
- Republica Autonomă Sovietică Socialistă Moldovenească constituită în 1924 în URSS;
- Republica Sovietică Socialistă Moldovenească (engleză: „Moldavian SSR”, germană: „Moldauische SSR”), membră a URSS din 1940 până în 1991.

De remarcat că în engleză și germană, numirea RSS Moldovenești se referea la toponimul „Moldavia”, „Moldau”, fiindcă neologismele „Moldova” și „Moldawien”, care în aceste limbi deosebesc Republica Moldova de Moldova românească, nu erau încă inventate. După cum reiese din arhivele sale, Sfatul Țării alesese numele de „Republica democratică a Moldovei” (și nu a „Basarabiei”) tocmai pentru a „nu mai deosebi părțile nefiresc despărțite ale voievodatului de odinioară” și fiindcă „Basarabia” întinsă spre nord până la Hotin, era o numire rusească (Basarabia desemna, până în 1812, doar actualul Bugeac).

## Istorie
Moldova a fost stăpânită de slavi, pecenegi, cumani și, în final de tătari. În secolele XIII- XIV, Ungaria și-a extins influența în această zonă imediat după invazia tătarilor din 1285, când armata lui Ladislau al IV-lea Cumanul a trecut Carpații pe la Câmpulung și meșterii săi sași au creat niște fortificații în apropierea râului Trotuș (în România de azi), în zona Neamțului și  în zona Gura Humorului (Baia în 1300) pentru a preveni desele invazii tătare. Sunt păreri că 1285 este data fondării Moldovei. Instaurarea lui Bogdan s-a făcut pe un teritoriu delimitat de râul Moldova.
La începutul secolului XIV, ca urmare a campaniilor împotriva tătarilor întreprinse de Regatul Ungarie în anii 1323 și 1330,  s-a înființat Episcopia Milcoviei, fără să avem date despre situația politică. În 1347, ca urmare a campaniei regelui Ungariei, Ludovic I, se reînființează episcopia Milcoviei. Ca urmare a acestei victorii, cu scopul apărării Regatului Ungariei de incursiunile tătare,  se fondează Marca Moldovei, unde Dragoș Vodă, presupus a fi membru al familiei voievodului Codrea de Câmpulung , sau cneazul Dragoș de Bedeu, devine mare herțeg (l. germană: Herzog = duce). În 1359, voievodul Maramureșului, Bogdan de Cuhea, împreună cu nepotul său, Ștefan fiul lui Iuga, trece în Moldova, îl alungă pe Balc, declară independența Moldovei și devine primul domn al Moldovei. Bogdan I a domnit până la 1363, în timp ce Balc s-a întors în Maramureș lângă vărul său Drag. Urmașii lui Bogdan I au unificat sub stăpânirea lor tot teritoriul dintre Carpați, Nistru, Dunăre și Mare (Marea Neagră), stabilind în calea tătarilor tabere de ostași secui, de la care au rămas denumirile de Mikloshély (Miclăușeni), Vàrhély (Orhei), Kis-Jenö (Chișinău) și Csupor (Ciubărciu, azi Ciobruci).

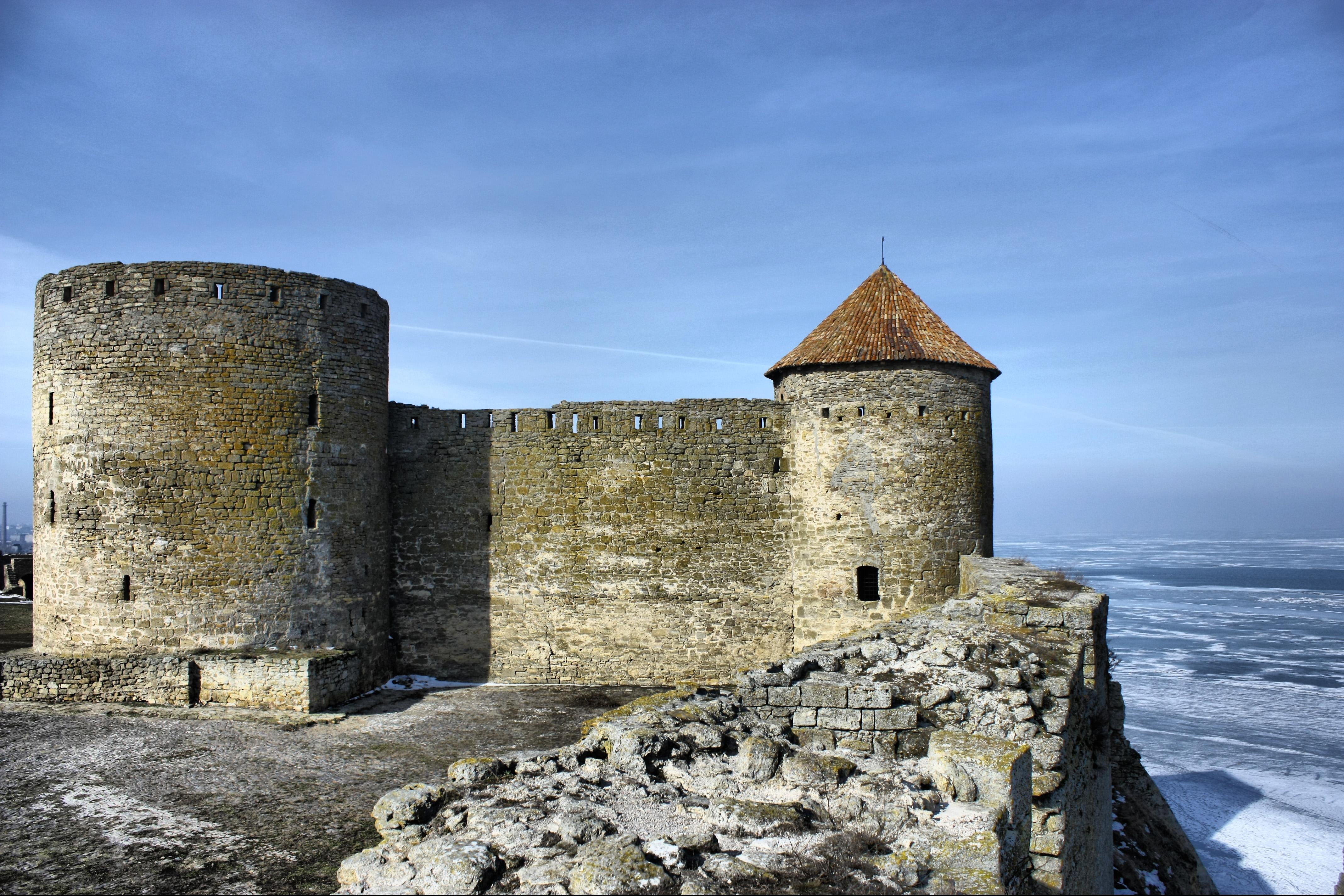
Cetatea Albă, una dintre cele mai vechi cetăți ale principatului.

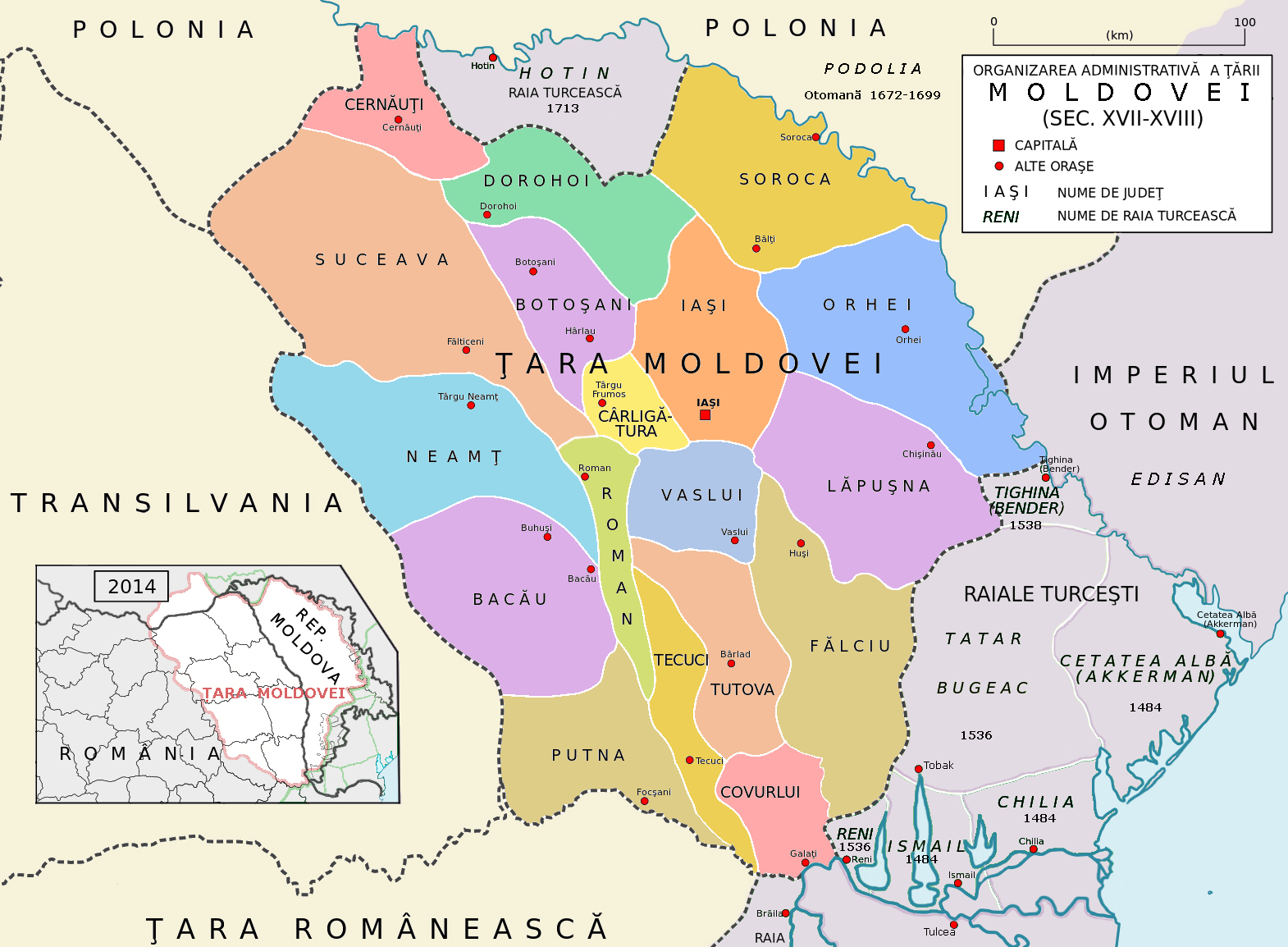
Ținuturile principatului Moldovei, după „Înfățișarea Moldovei” (Descriptio Moldaviae) de Dimitrie Cantemir.

Pe vremea lui Dragoș, Moldova nu depășea ținutul dintre Carpați, râurile Ceremuș și Siret, de o parte și de alta a râului Moldova. Urmașii săi și-au întins stăpânirea mai ales spre sud și est, astfel că la înscăunarea lui Bogdan I, Moldova era cuprinsă între: la nord și est Nistrul, hotar cu Polonia, cu Lituania și cu tătarii, la vest Munții Carpați, hotar cu Transilvania, iar la sud o linie legând Carpații de Marea Neagră, trecând mai jos de Bacău, Bârlad, Gotești, Sărata și Codăești (la sud de Cetatea Albă): hotar cu Țara Românească. Sub domnia lui Roman I, care se intitula „Domn de la munte până la mare”, Moldova se extinse spre nord (Pocuția) și spre est peste Nistru (Dubăsari, de la "dubasele" rotunde cu care barcagiii treceau râul, transportând persoane și mărfuri). Sub domnia lui Alexandru cel Bun, Pocuția îi reveni Poloniei, dar în schimb Țara Românească îi cedă Moldovei ținutul de la Dunăre la mare, cu excepția cu Chiliei, a părții de dincolo de Trotuș și a ținutului Putnei, pe care le va lua un nepot al lui Alexandru cel Bun care era și văr al lui Vlad Țepeș.
Sub conducerea unor domnitori precum Ștefan cel Mare, Principatul Moldova a reușit să-și mențină independența față de otomani și să facă față la numeroase năvăliri externe, precum sunt cele ale tătarilor.
Moldova devine în secolul XVI un stat tributar Imperiului Otoman, iar în secolul XVIII autonomia îi este redusă considerabil. În 1775, Imperiul Otoman cedează partea de nord a Moldovei (Bucovina) Imperiului Habsburgic, iar în 1812, cedează Rusiei, teritoriul dintre Prut si Nistru, (Basarabia). In 1856, 3 județe din sudul Basarabiei (Cahul, Bolgrad și Ismail) reintră in componența Principatului Moldovei. În 1859, Principatul Moldova se unește cu Țara Românească, pentru a forma Principatele Unite (statul român modern), numite din 1862, România, sub conducerea lui Alexandru Ioan Cuza.
În 1918, Basarabia și Bucovina se vor uni cu România, dar aceste regiuni (cu excepția Bucovinei centrale și de sud) vor fi ocupate de către Uniunea Republicilor Socialiste Sovietice (URSS) în 1940 și 1944, formând o republica sovietică aparte.
Anumite părți din Moldova istorică (Bucovina de Nord, Ținutul Herța, județul Hotin și Sudul Basarabiei - cunoscută și ca Basarabia veche) fac astăzi parte din Ucraina.

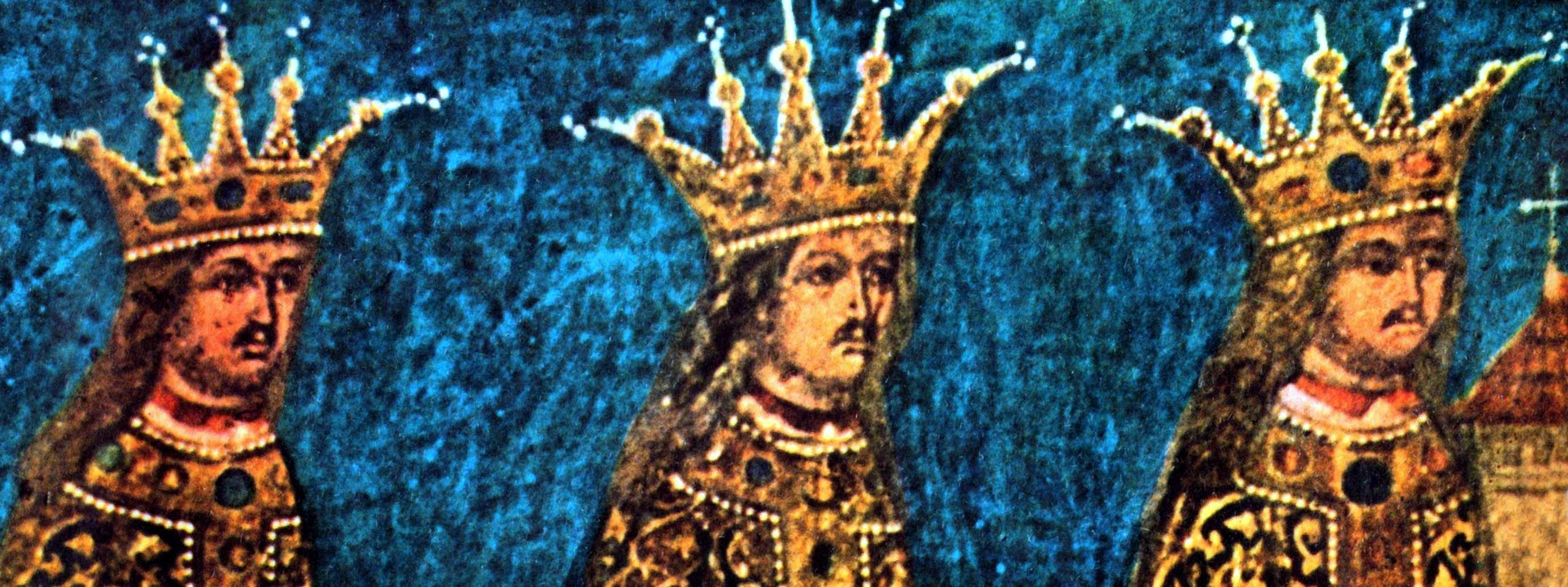
Petru Rareș, Bogdan al III-lea și Ștefan cel Mare — frescă de la Mănăstirea Dobrovăț

De notat că populația băștinașă, Moldoveni, s-a menținut în proporție de 97 % în cele 46 % din teritoriul vechiului voievodat (principat), aparținând astăzi României, în proporție de 76 % în cele 36 % din vechiul voievodat, aparținând astăzi Republicii Moldova, și în proporție de 8 % în cele 18 % din vechiul voievodat, aparținând astăzi Ucrainei.

### Cronologie

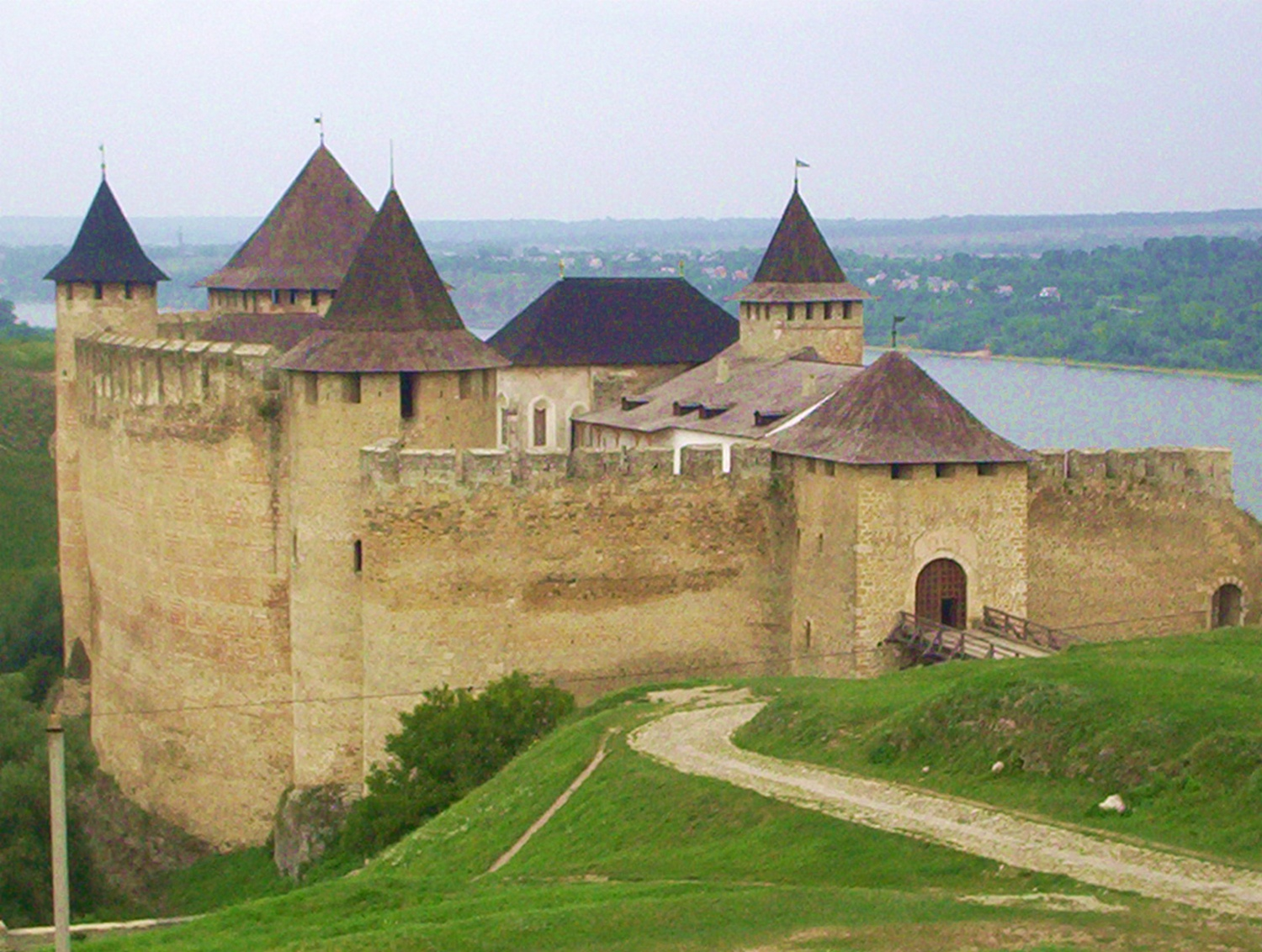
Cetatea Hotin pe Nistru, „în fața regatului Poloniei”

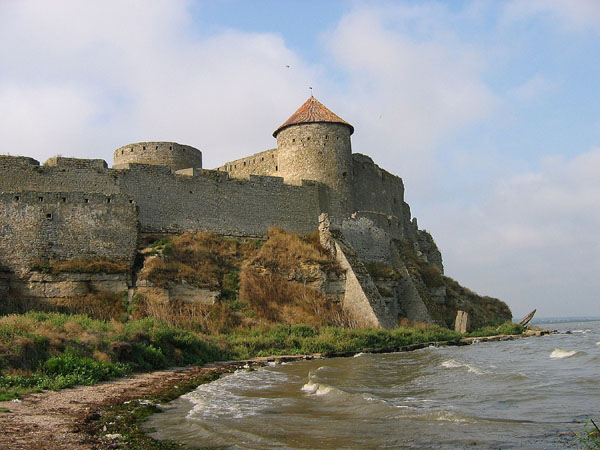
Cetatea Albă pe limanul Nistrului, „în fața Tătarilor”

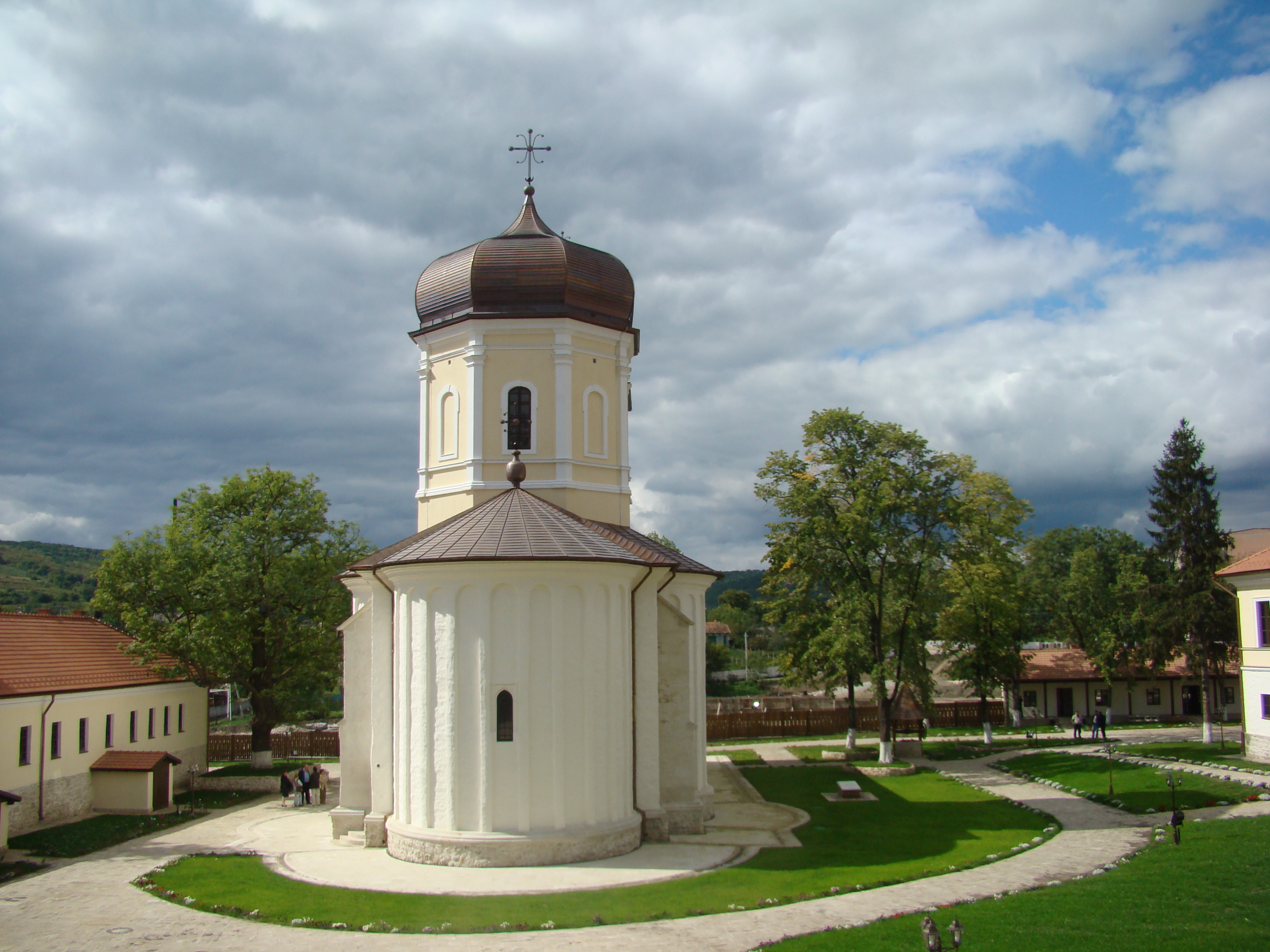
Mănăstirea Căpriana de la începutul secolului al XV-lea

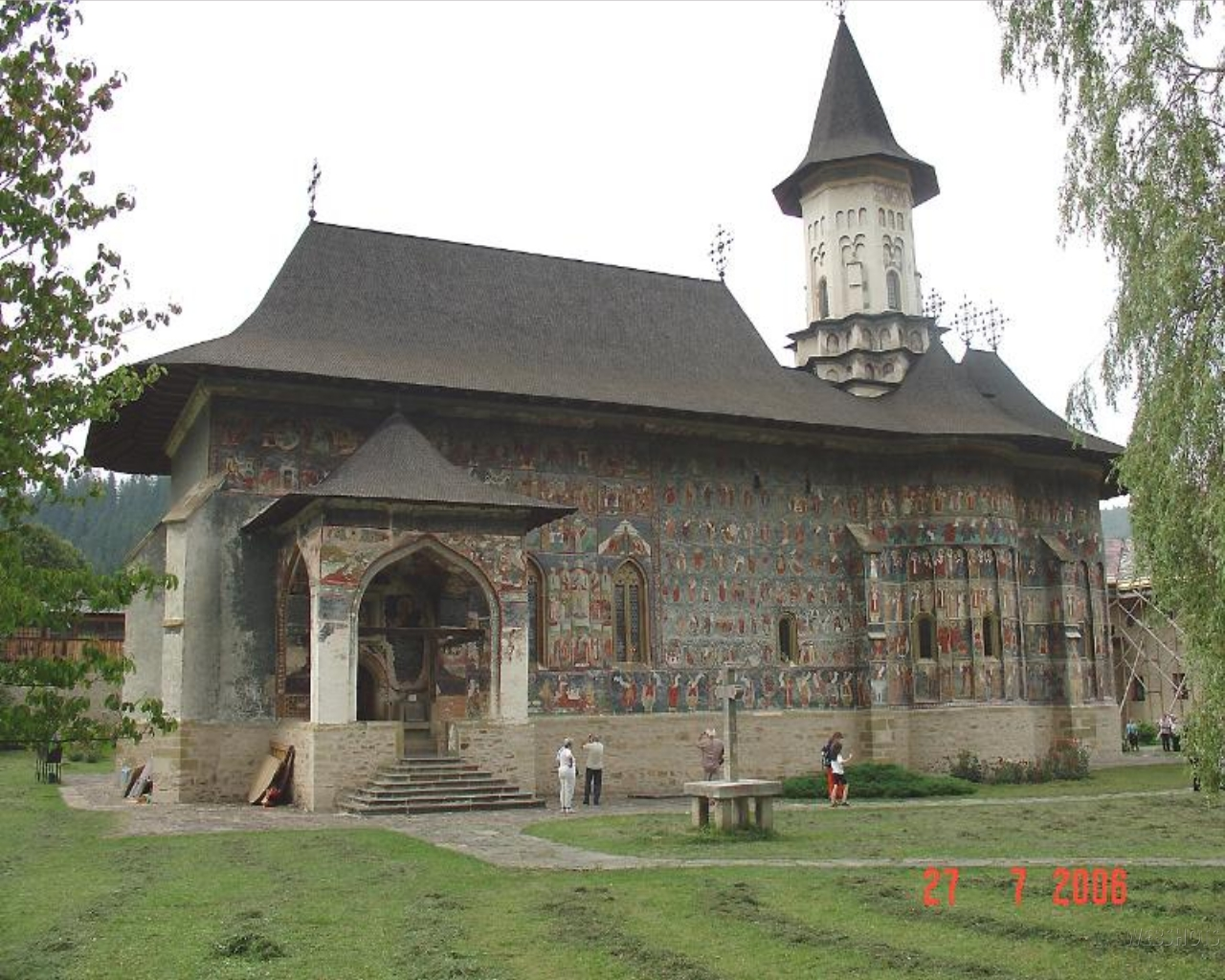
Biserica Sucevița (1581) în Bucovina

Steagul Principatului Moldovei între 1834–61

- Cetăți atestate documentar pe teritoriul viitorului stat medieval, Moldova: 940/965 - Cetatea Albă ("Montecastro"), 1174 - Bârlad, 1241 - Baia, cca. 1274 - Chilia, 1310 - Hotin, 1340 - Siret[11].
- 1164 - Nicetas Choniates scrie în cronica bizantină despre locuitorii "de la hotarele de miazăzi ale Galiției" menționând voievozi vlahi la Onutu și Strășineț[12].
- 1241 - Năvălesc tătarii între Carpați și Nistru, instalând tabere la Orhei si în Bugeac[13].
- 1300 - Pecetea orașului Baia, cu inscripția latină "Sigilium Capitalis Civitatis Moldaviae Terrae Moldaviensis" (cu caractere gotice și reprezentarea sfântului Eustațiu) atestă existența orașului Baia, locuit, pe lângă localnici, de meșteri sași și unguri.[14]
- 1310 - Sunt cunoscute așezările Țețina (la vest de Cernăuți) și Hotin (sediu episcopal catolic).[12]
- 1325 - Românii de pe teritoriul viitorului stat Moldova luptă alături de poloni, ruteni, și lituanieni împotriva margravului din Brandenburg[12].
- 1326 - O oaste de "vlahi" îl ajută pe regele polon Wladislav Lokietek[12].
- 1343 - Voievodul Dragoș de Maramureș, trimis de regele Ungariei îi învinge pe tătari și-i alungă peste Nistru[15].
- 1345 - Sunt atestate documentar mănăstirile franciscane de la Baia, Siret și Cosmin[16].
- 1350 - La Botoșani colonia de armeni de aici își construiește prima biserică[12].
- 1352/1353 - Regele Ludovic cel Mare al Ungariei înființează o nouă provincie numită Moldova în fruntea căreia îl numește pe nobilul Dragoș din Maramureș[15].
- 1359 - Are loc Descălecatul lui Bogdan I care obține independența Moldovei ca stat.[17]
- cca. 1391 - Urcă pe tron Roman I, pe care hrisoavele îl numesc voievod al Moldovei de la munți și până la mare[18].
- 1420 - În timpul lui Alexandru cel Bun are loc prima luptă a moldovenilor cu turcii care atacă fără succes Cetatea Albă[19].
- Din secolul al XV-lea, Moldova este împărțită în Țara de Sus și Țara de Jos la care se adaugă Bugeac (Basarabia veche)[20]
- 1467, 14-15 decembrie - Ștefan cel Mare învinge în bătălia de la Baia oastea condusă de Matia Corvin, suzeranul său[21].
- 1475, 10 ianuarie - Lupta de la Vaslui. Armata condusă de Ștefan cel Mare, alcătuită din ca. 40.000 de oșteni, dintre care 5.000 de secui și 2.000 de unguri trimiși de regele Matia Corvinul, 2.000 de poloni trimiși de regele Poloniei cu 20 de tunuri, a învins oastea de 120.000 de soldați a lui Soliman Pașa[22].
- 1484 - Turcii iau Cetatea Albă și Chilia[23].
- 1497 - Regele polon Ioan Albert este înfrânt de Ștefan cel Mare la Codrii Cozminului[24].
- 1538 - Imperiul Otoman își încorporează Bugeacul cu Tighina[25].
- 1574 - Ioan Vodă cel Viteaz este trădat de boieri și ucis cu cruzime de turci[26].
- 1600 - Mihai Viteazul devine și domnitor al Moldovei și realizează unirea celor 3 principate: Țara Românească, Transilvania și Moldova[27].
- 1620 - Gaspar Graziani este ucis de către hatmanul Vasile Șeptilici, după Bătălia de la Țuțora.
- 1711 - Poarta otomană instaurează domniile fanariote, iar ca primul domnitor este numit Nicolae Mavrocordat[28].
- 1713 - Hotinul devine raia turcească[29].
- 1775 - Austria obține de la Înalta Poartă nordul Moldovei, teritoriu pe care îl numește Bucovina[30].
- 1812, 16 mai - Pacea ruso-turcă de la București: partea de est a Moldovei, ținutul dintre Prut și Nistru, pe care Imperiul Rus l-a numit Basarabia, intră în componența Rusiei[31].
- 1821 - Acționează Eteria lui Alexandru Ipsilanti[32].
- 1822 - Se restabilesc domniile pământene prin numirea lui Ioniță Sandu Sturdza[33].
- 1829 - tratatul de la Adrianopol confirmă victoria rușilor față de turci și permite ocuparea Principatelor de către ruși și instituirea Regulamentelor Organice
- 1848 - Revoluția din Moldova are un caracter petiționar[34].
- 1856 - În urma Tratatului de pace de la Paris (1856) Rusia retrocedează Moldovei trei județe din sudul Basarabiei (Cahul, Bolgrad și Ismail), pe care Rusia le-a obținut din nou în 1878, prin Tratatul de la San Stefano, la schimb cu Dobrogea[35].
- 1858 - Conferința reprezentanților celor șapte puteri (Marea Britanie, Franța, Austria, Prusia, Rusia, Turcia, Regatul Sardiniei) de la Paris stabilește viitorul statut politic al Moldovei și al Valahiei: cele două țări vor purta numele "Principatele Unite ale Moldovei și Valahiei"
- 1859, 17 ianuarie: Adunarea electivă a Moldovei îl alege ca domn pe colonelul Alexandru Ioan Cuza [36].
- 1859, 29 ianuarie: Alexandru Ioan Cuza îl numește pe Vasile Sturdza în funcția de premier al Moldovei;
- 1859 - decretul lui Alexandru Ioan Cuza de introducere a alfabetului latin stârnește opoziția aprinsă a clerului ortodox din Moldova;
- 1860-1861 - guvernarea cabinetului Mihail Kogălniceanu în Moldova;
- 1860, 7 noiembrie - este inaugurată Universitatea din Iași. Primul rector a fost profesorul de economie politică Ion Strat;
- 1861 - guvernarea cabinetului Anastase Panu;
- 1861, 20 noiembrie/2 decembrie - Înalta Poartă emite firmanul de organizare administrativă a Moldovei și Valahiei, prin care admite uniunea politică a Principatelor Dunărene;
- 1861, 3/15 decembrie - deschiderea sesiunii camerelor legislative de la Iași și București. Domnitorul Alexandru Ioan Cuza anunță în mesajul său că „Înalta Poartă precum și toate puterile garante au aderat la unirea Principatelor”;[37]
- 1862, 22 ianuarie/3 februarie - Formarea primului guvern unitar al Principatelor Unite ale Moldovei și Valahiei sub conducerea lui Barbu Catargiu;
- 1862, 24 ianuarie/5 februarie - Deschiderea la București a primului parlament al Principatelor Unite. Orașul București este proclamat capitala țării. Principatul Moldovei își încetează existența de sine stătătoare.

## Forțele armate

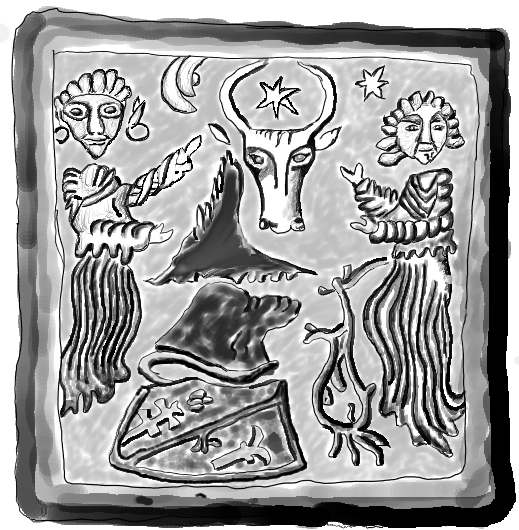
Teracotă excavată din Cetatea Neamț, prezentând steagul de luptă moldovean deasupra steagului de luptă rupt al Ungariei

Armata moldoveană era formată din fermierii și săteni, care trebuiau să se înroleze. Sub domnia lui Ștefan cel Mare armata a fost reformată prin promovarea bărbați puternici la infanterie (răzeși) și cavalerie ușoară (hânsari) atât încât să se facă mai puțin dependentă de boieri. El a mai introdus și arme. În vremuri de criză, Oastea Mică - care a constat în jur de 10.000 de la 12.000 de bărbați - era gata să se angajeze inamică, în timp Oastea Mare - care ar putea ajunge pana la 40.000 - sunt partea a țărănimii libere mai mari de 14, și suficient de puternici pentru a transporta o sabie sau de a folosi arcul.
În Evul Mediu și Renașterea timpurie, moldovenii s-au bazat pe cavaleria ușoară (Călărași), care a folosit tactici similare cu cele ale tătarilor, aceasta le-a dat o mare mobilitate și flexibilitate, de asemenea, în cazul în care acestea au găsit ocazii mult mai potrivite pentru a demonta caii lor și lupta în mână-la-corp, așa cum sa întâmplat în 1422, când 400 arcași călăreți au fost trimiși pentru a ajuta Polonia împotriva Cavalerilor Teutoni. Cavalerie grea a constat în mare pare, nobilimea, și anume, boierii, burghezii și curtenii. În vremuri de război, boierii au fost obligați de sistemul feudal de credința față de aprovizionare domn cu trupe, în conformitate cu măsura de domeniul lor boieresc.
Alte trupe au fost dorobanții profesionali (lefegii), care au îndeplinit rolul de infanterie grea, și plăieșii, țărani liberi a cărui rol a fost cel al polițiștilor de frontieră: au păzit trece de pe munte și au fost pregătiți pentru o ambuscadă inamică și de a lupta împotriva invadatorilor.
Doctrina militară moldoveană "(ca și cea valahă"), a fost defensivă, războaiele a fost o politică de „pământ pârjolit”, combinate cu hartuirea inamicului folosind avansează hit-și-rula tactici și întreruperi de linii de comunicații și de aprovizionare, urmată de o scară largă ambuscadă: un dușman slăbit ar fi atras într-un loc în care s-ar afla într-o poziție grea sau imposibilă să se apere. Un atac generală ar urma, de multe ori cu rezultate devastatoare. Rămâne spulberat de ceea ce a fost odată armata inamică va fi urmărit îndeaproape și hărțuit tot drumul la frontieră și, uneori, dincolo de. Un exemplu tipic de angajări cu succes a acestui scenariu este bătălia de la Vaslui.
Spre sfârșitul secolului al 15-lea, mai ales după succesul de arme și tunuri, mercenari a devenit o forță dominantă în armata țării.
Tratatul de la Adrianopol din 1829 a permis Moldovei să mențină din nou trupele proprii, nu mai acționează ca un auxiliar sub stricta supraveghere otomană, și li se atribuie roșu peste fanioane albastru (a se vedea Drapelul și stema Moldovei). Existența lor este reînnoit în conformitate cu Mihail Sturdza a fost un simbol major și punctul de raliu pentru cauza naționalistă, complicitatea în aducerea despre Revoluția de la 1848 din Moldova.

## Geografie

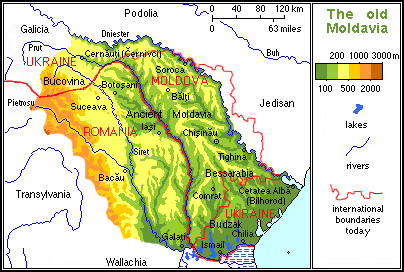
Moldova istorică, azi împărțită între România (46%), Republica Moldova (36%) și Ucraina (18%)

La vest granița Moldovei era formată de Munții Carpați, in est granița era stabilită pe râul Nistru, în nord granița era pe râurile Nistru și Ceremuș, în sud granița era formată de Marea Neagră, Dunăre, Siret și Milcov.
Moldova este în principal o regiune deluroasă, dar în sud se găsește o zonă de câmpie iar în vest se află lanțul muntos al Carpaților Orientali.Cel mai înalt vârf montan și în același timp cel mai vestic punct al principatului era Vârful Ineu altitudine 2.279 m.

## Economie
Moldova avea la început o economie prosperă. Existau drumuri comerciale între Polonia și marea Baltică pe de-o parte, Imperiul Otoman și marea Neagră pe de alta, care au adus bogăție țării. Negustorii străini plăteau vama mică și cea mare.
Moldova avea relații comerciale strânse cu Polonia și Țara Românească. Cele mai importante porturi comerciale au fost Chilia și Cetatea Albă.
La sfârșitul sec al 18-lea, Moldova plătea tribut Imperiului Otoman în bani și în produse, în schimbul păstrării autonomiei. Alte bogății erau trimise de pe moșiile mânăstirilor « închinate » la Muntele Athos, în Grecia.

### Circulația monedelor
Țara Moldovei a avut pentru o perioadă îndelungată (chiar mai îndelungată decât Țara Românească) propriile monede: grosul moldovenesc. Principala monetărie a Moldovei se afla, evident, la Suceava, aceasta continuând fără întrerupere până la domnia lui Ștefan al IV-lea (singurii doi domni până  la acesta de la care nu avem monede bătute cu chipul lor sunt Roman I Mușat și Iuga Ologul), când își va încheia activitatea.
Tot în această perioadă au avut loc două reforme monetare. Prima a fost realizată de Alexandru I cel Bun. Până la acel moment Moldova avusese două unități monetare: jumătatea de gros și grosul, la care este adăugat dublul gros, monedă de argint de 1,36 g. Pe lângă cele de argint au început să fie emise și echivalentele lor de bronz, mai mult sau mai puțin identice în ceea ce privește mărimea și aspectul. A doua reformă monetară a avut loc în timpul domniei lui Petru al IV-lea Aron, în timpul celei de-a treia sale domnii, când se revine doar la groși și jumătăți de groși de mărime și greutate mai mică, dar cu un titlu mai ridicat. Groșii au fost în mare o monedă stabilă, ajungând să nu aibă parte de probleme semnificative în timpul domniei de aproape jumătate de secol a lui Ștefan al III-lea cel Mare, în ciuda numeroaselor războaie pe o perioadă îndelungată.

## Cartografie istorică
Evoluții teritoriale istorice

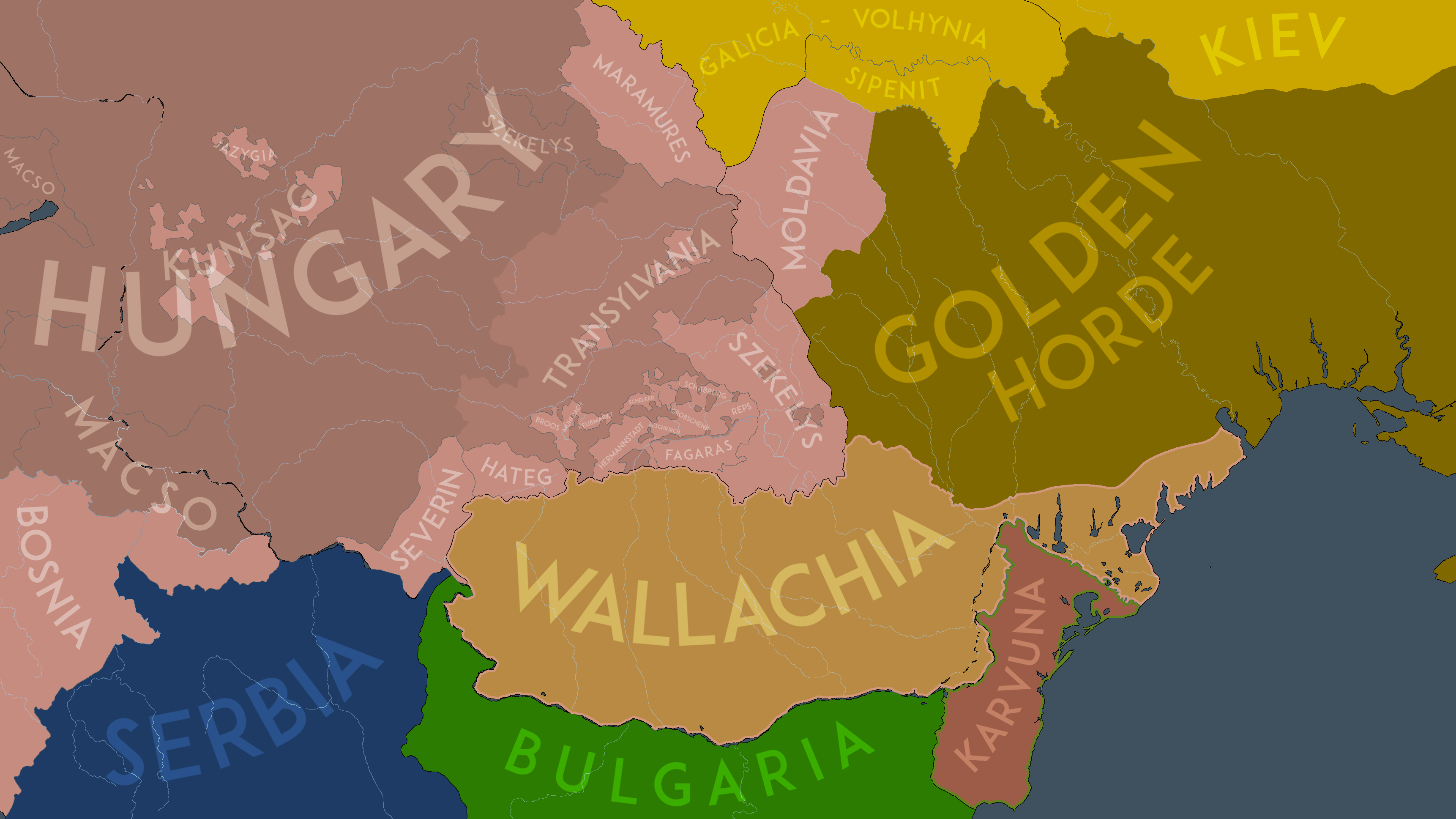
1345
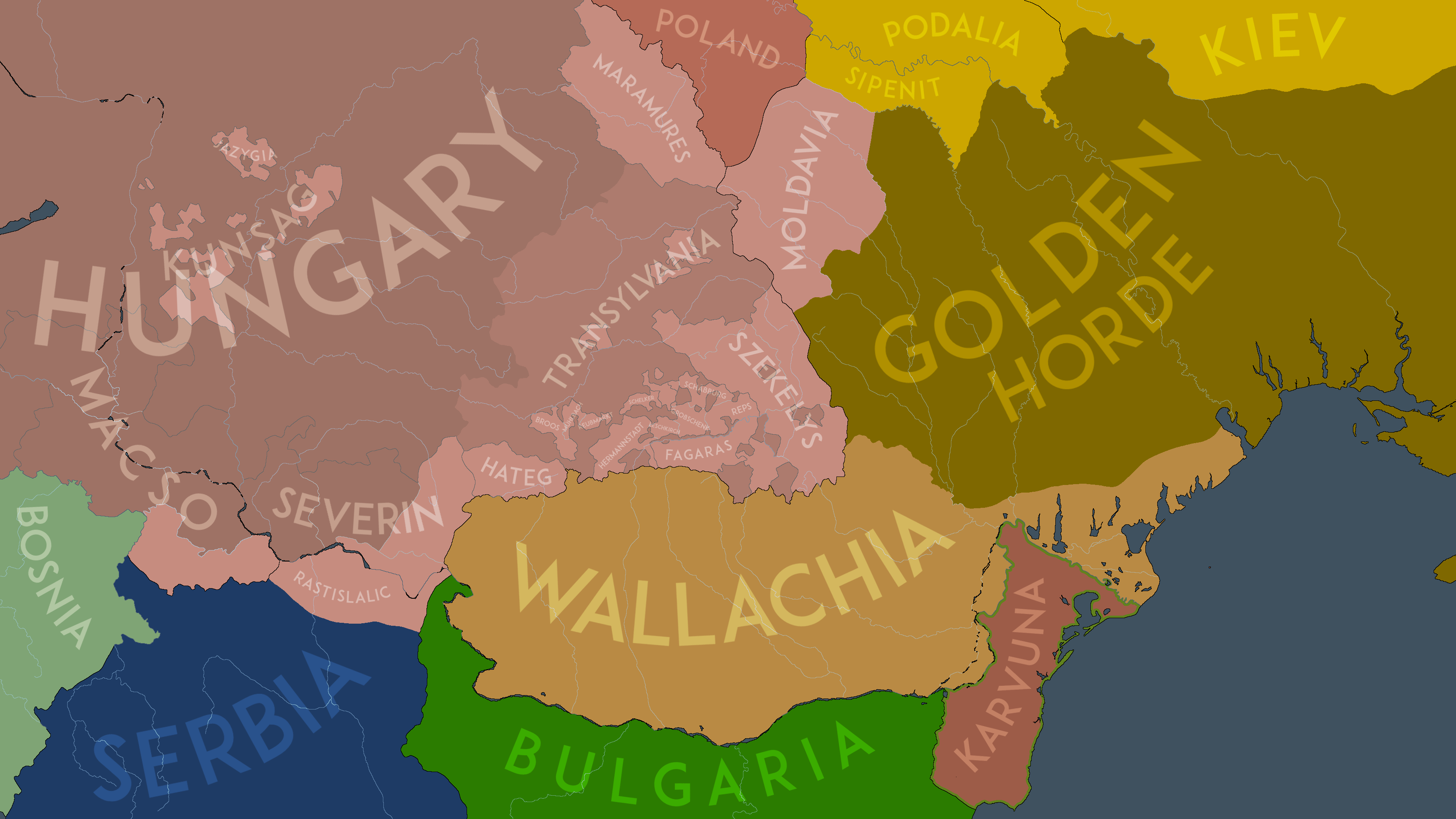
1359
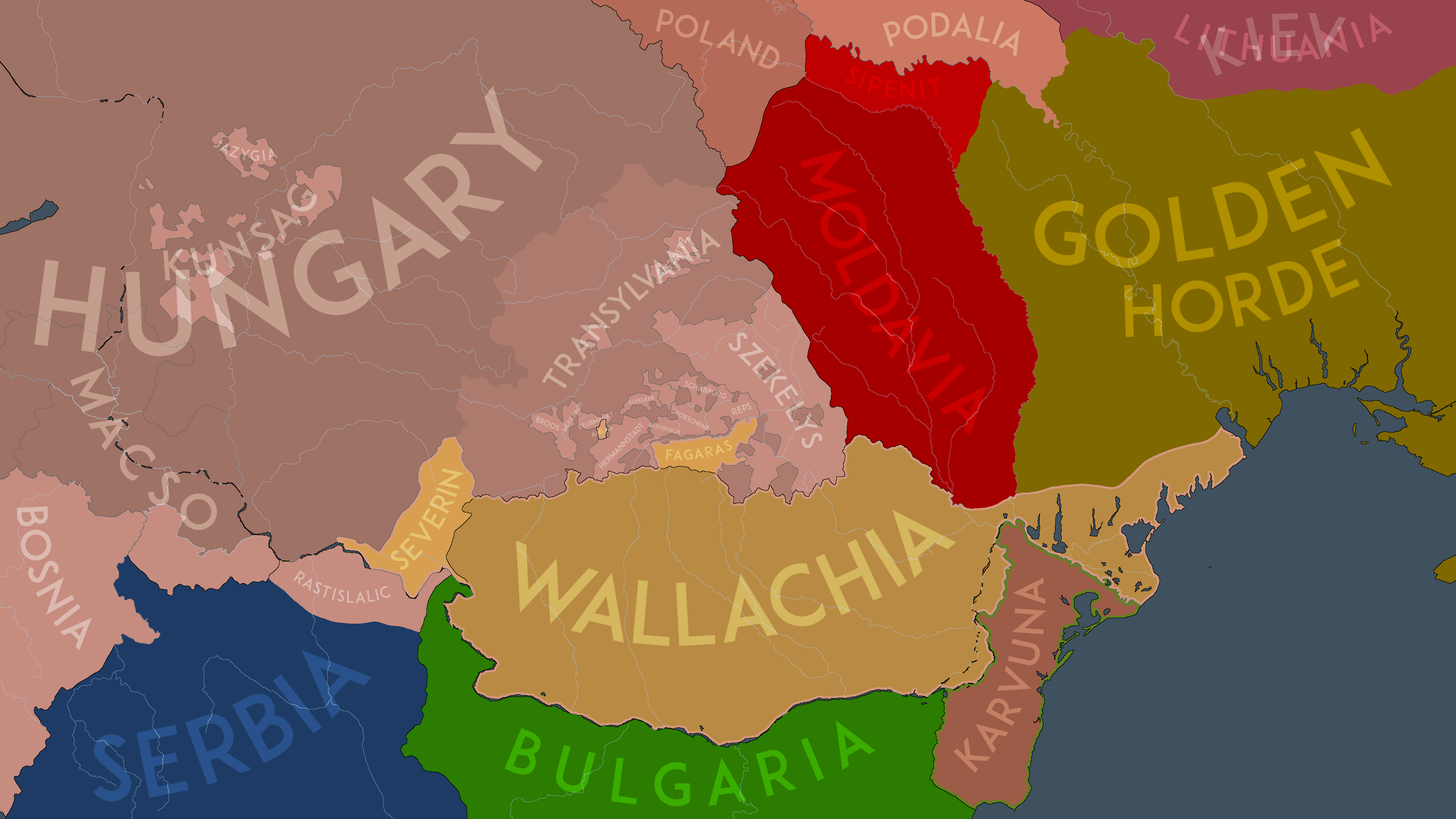
1367
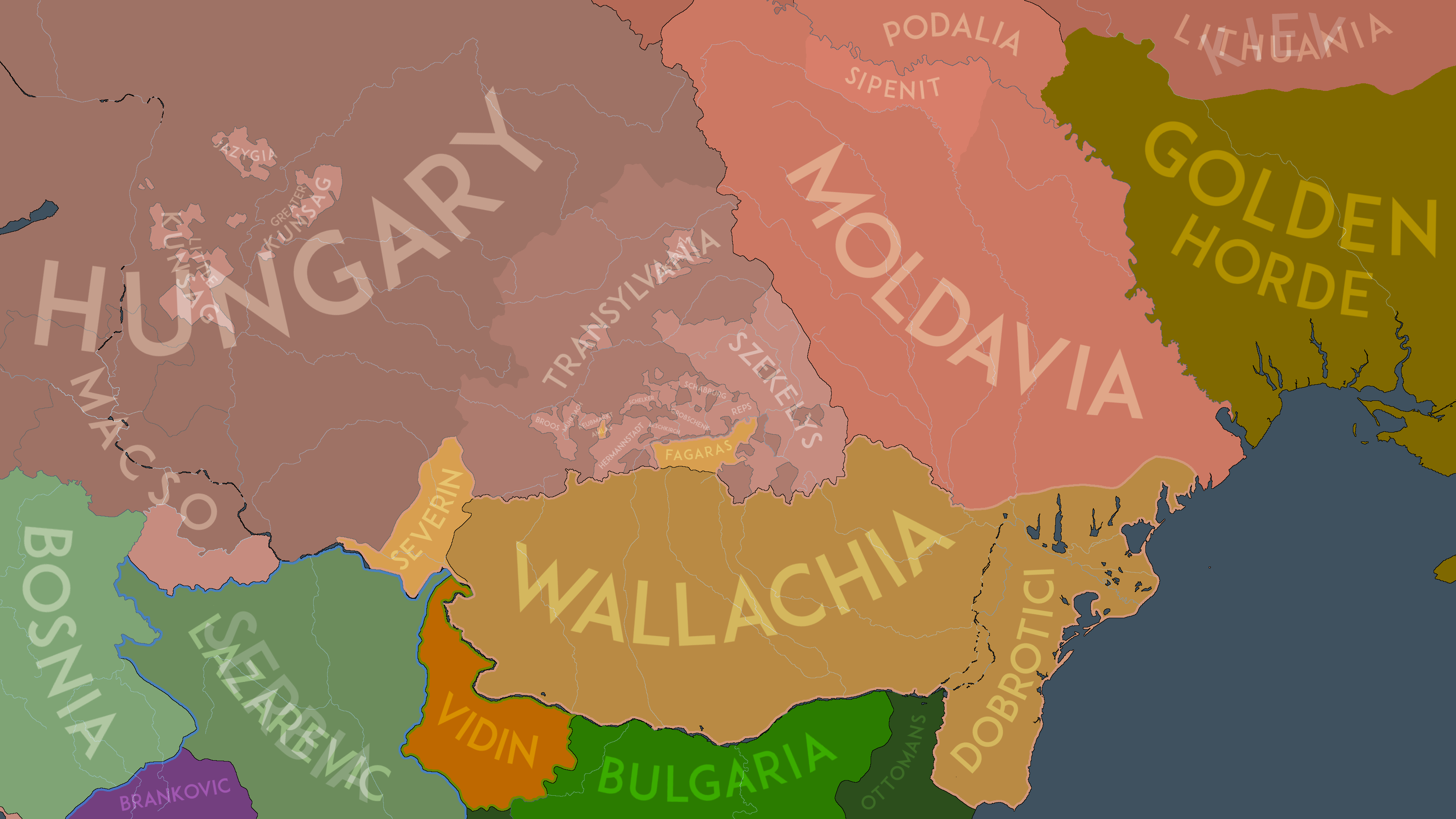
1391
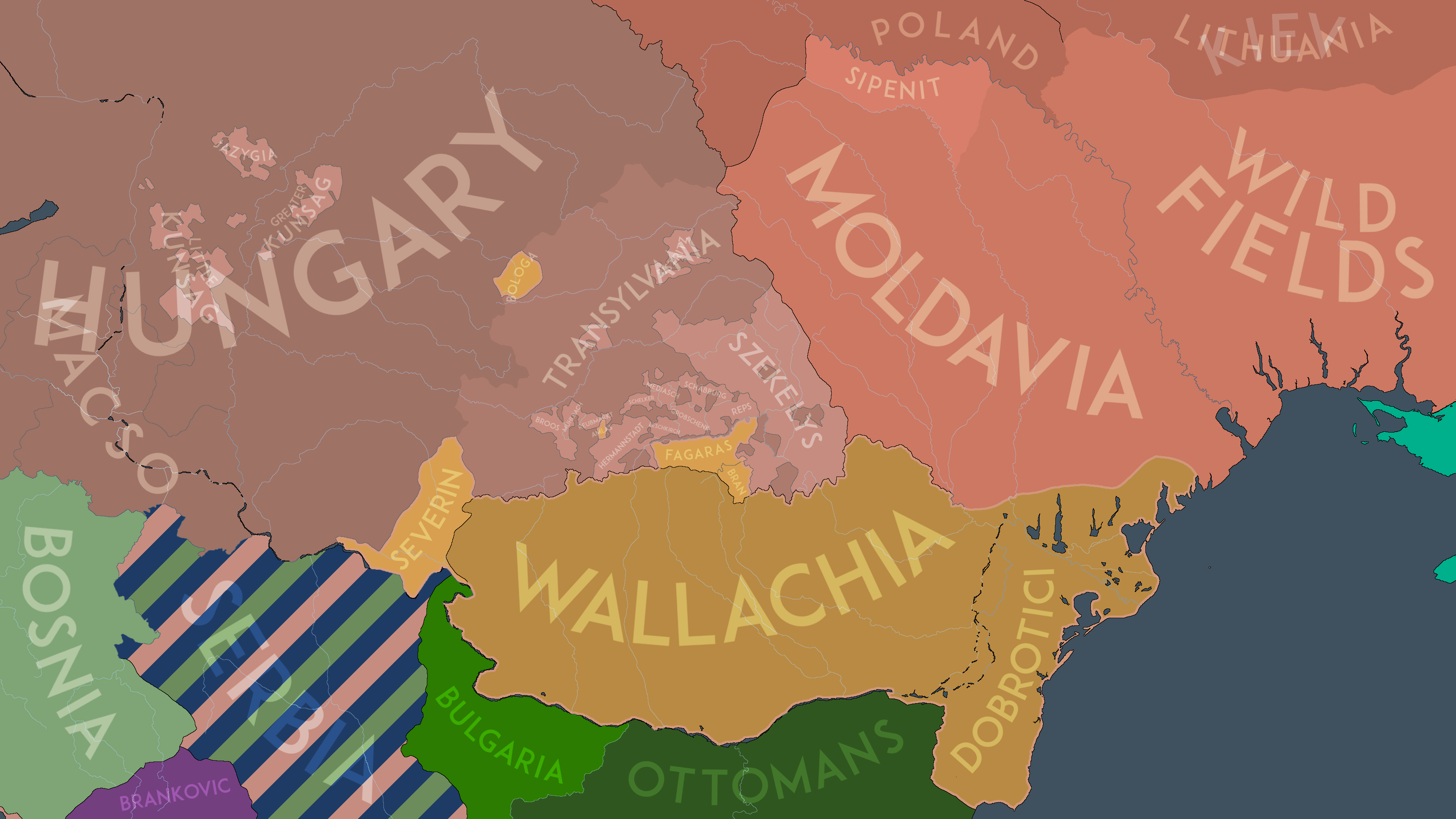
1404
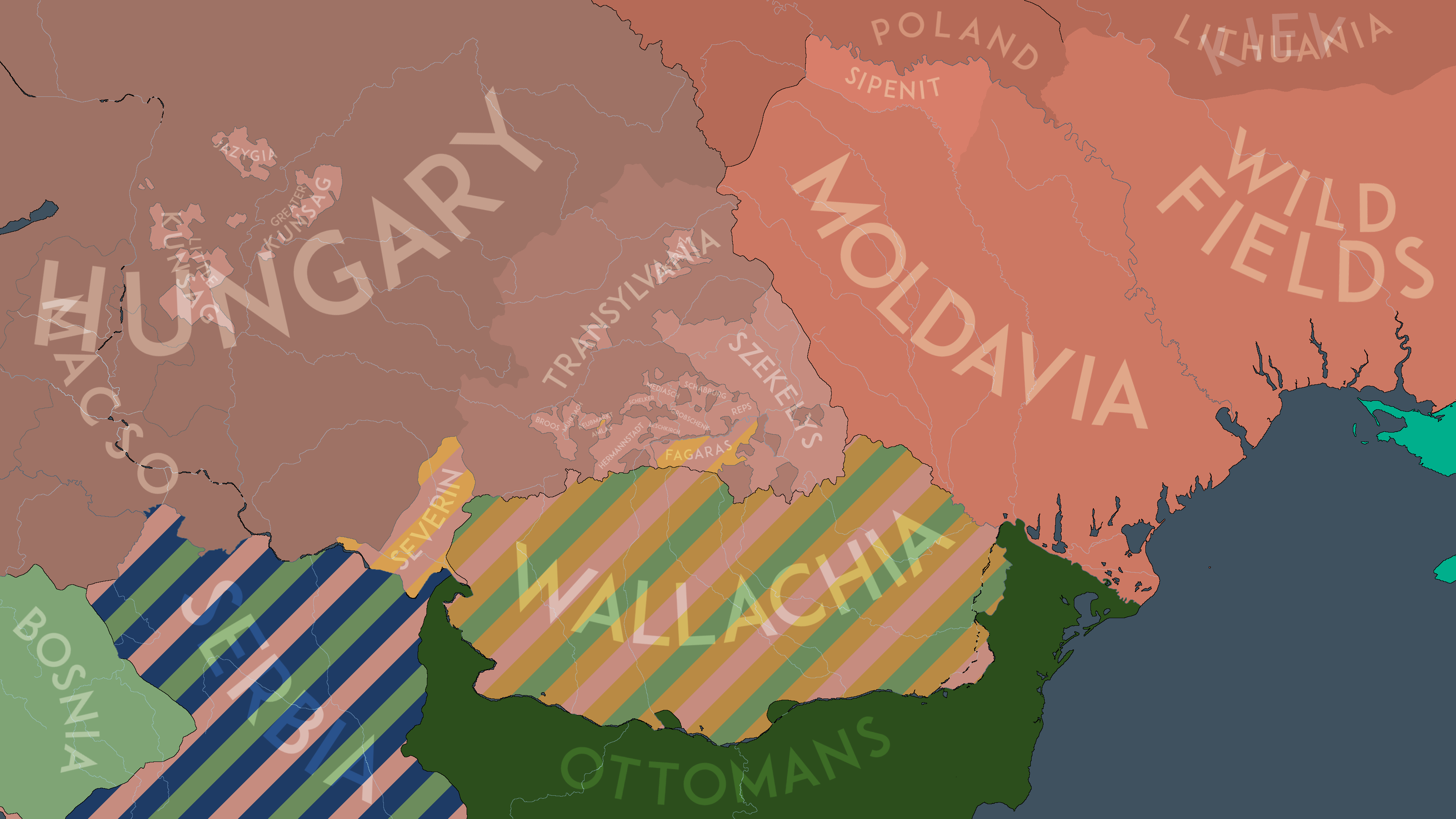
1419
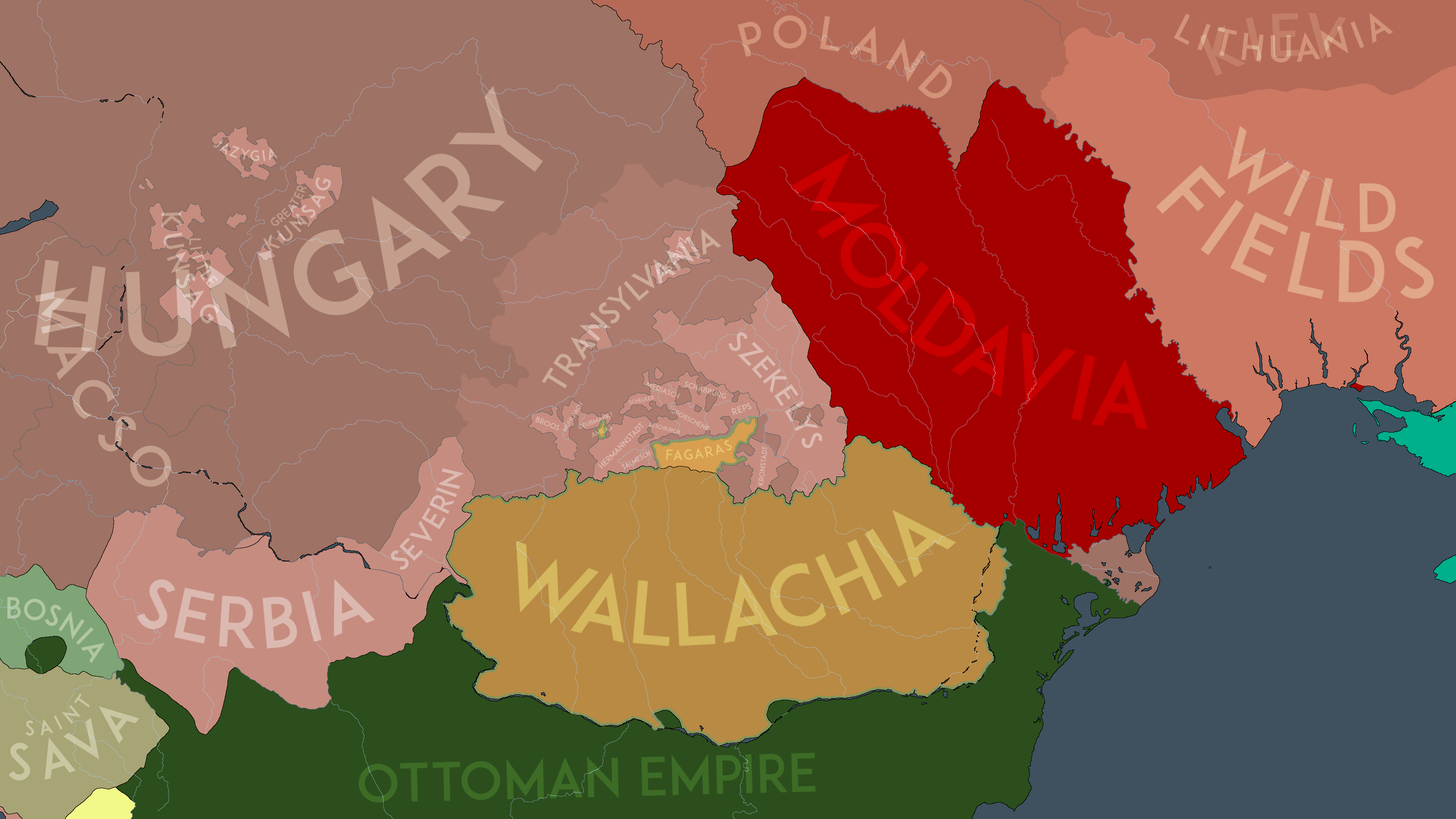
1457
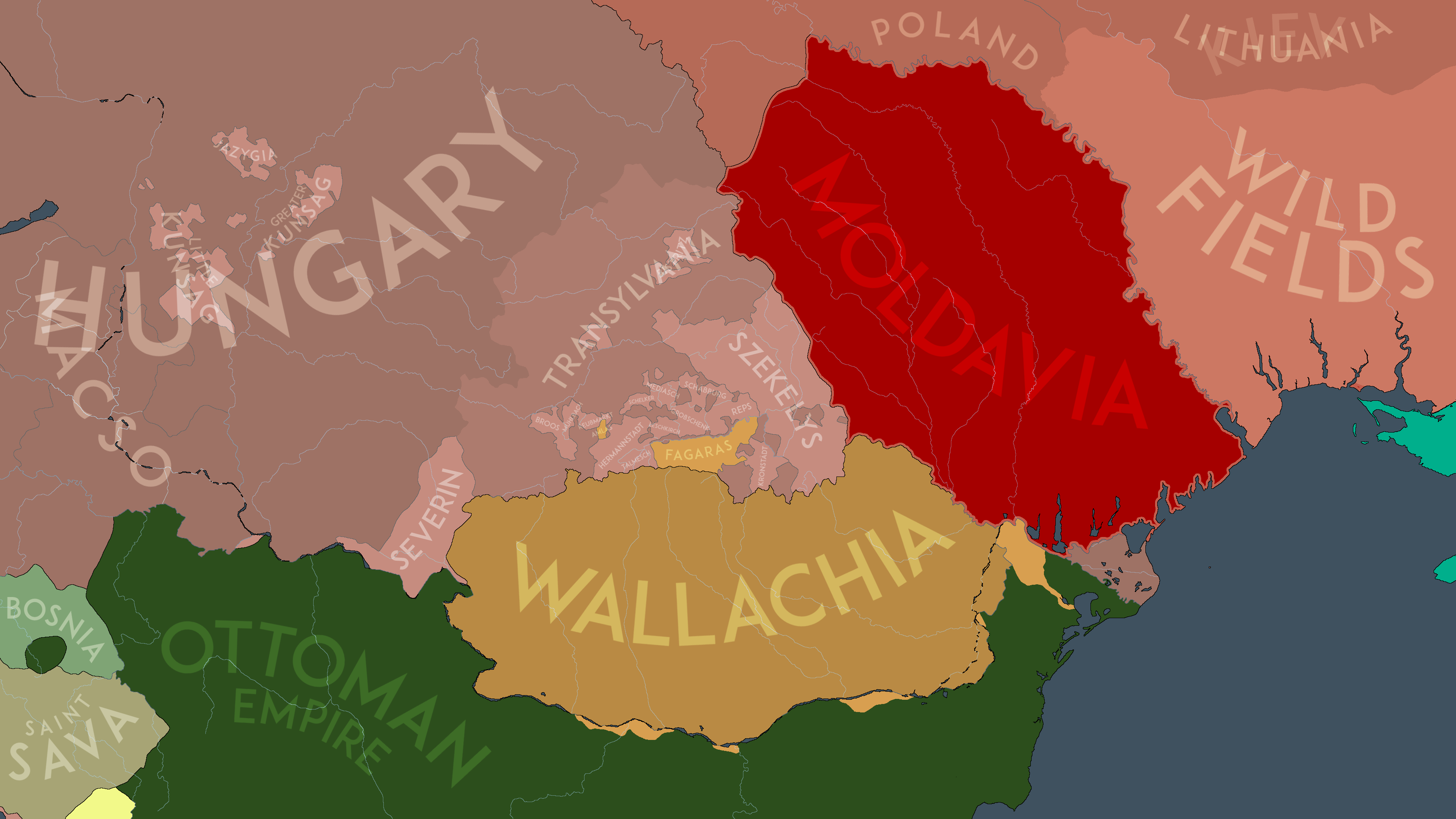
1461
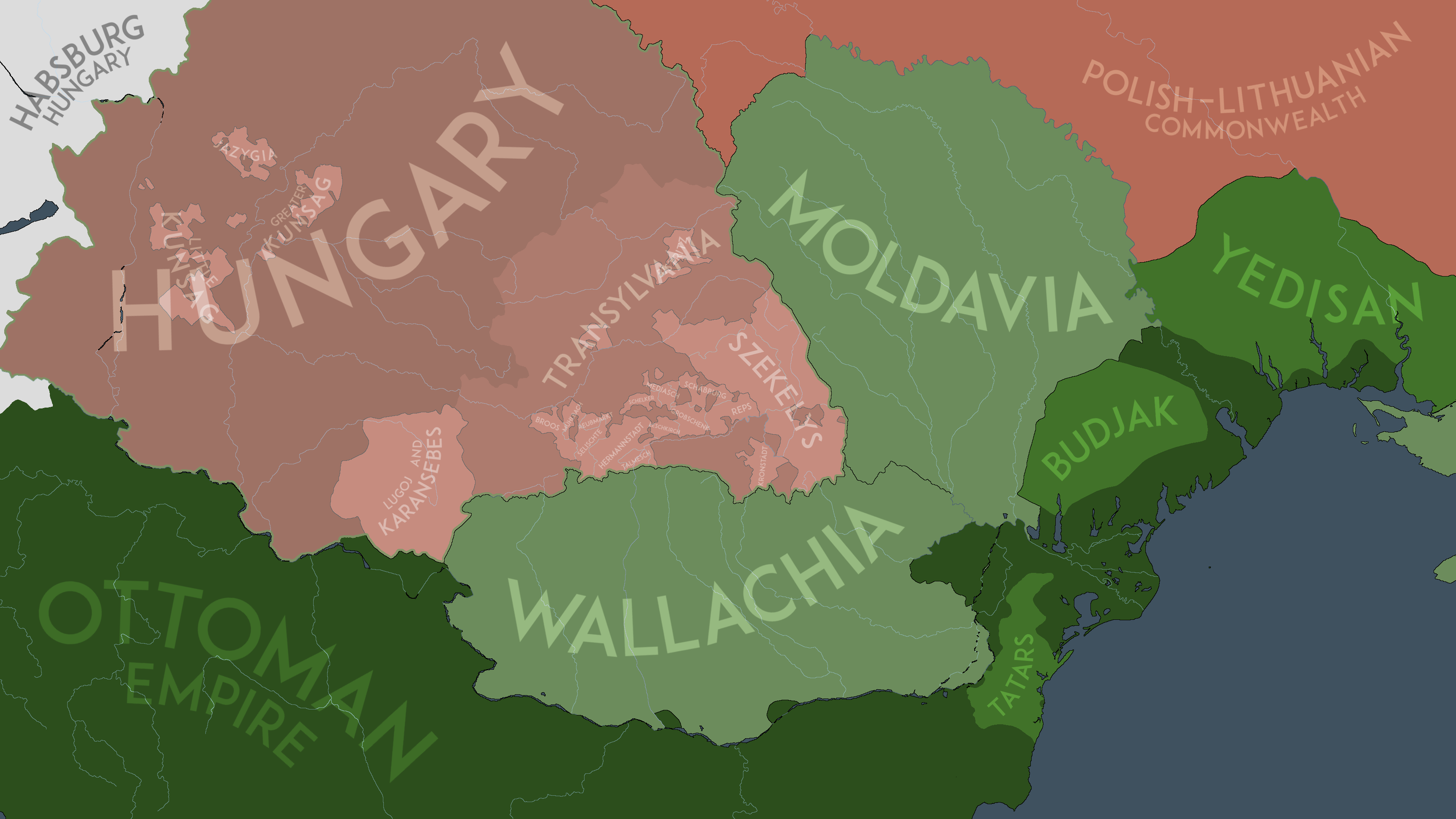
1538
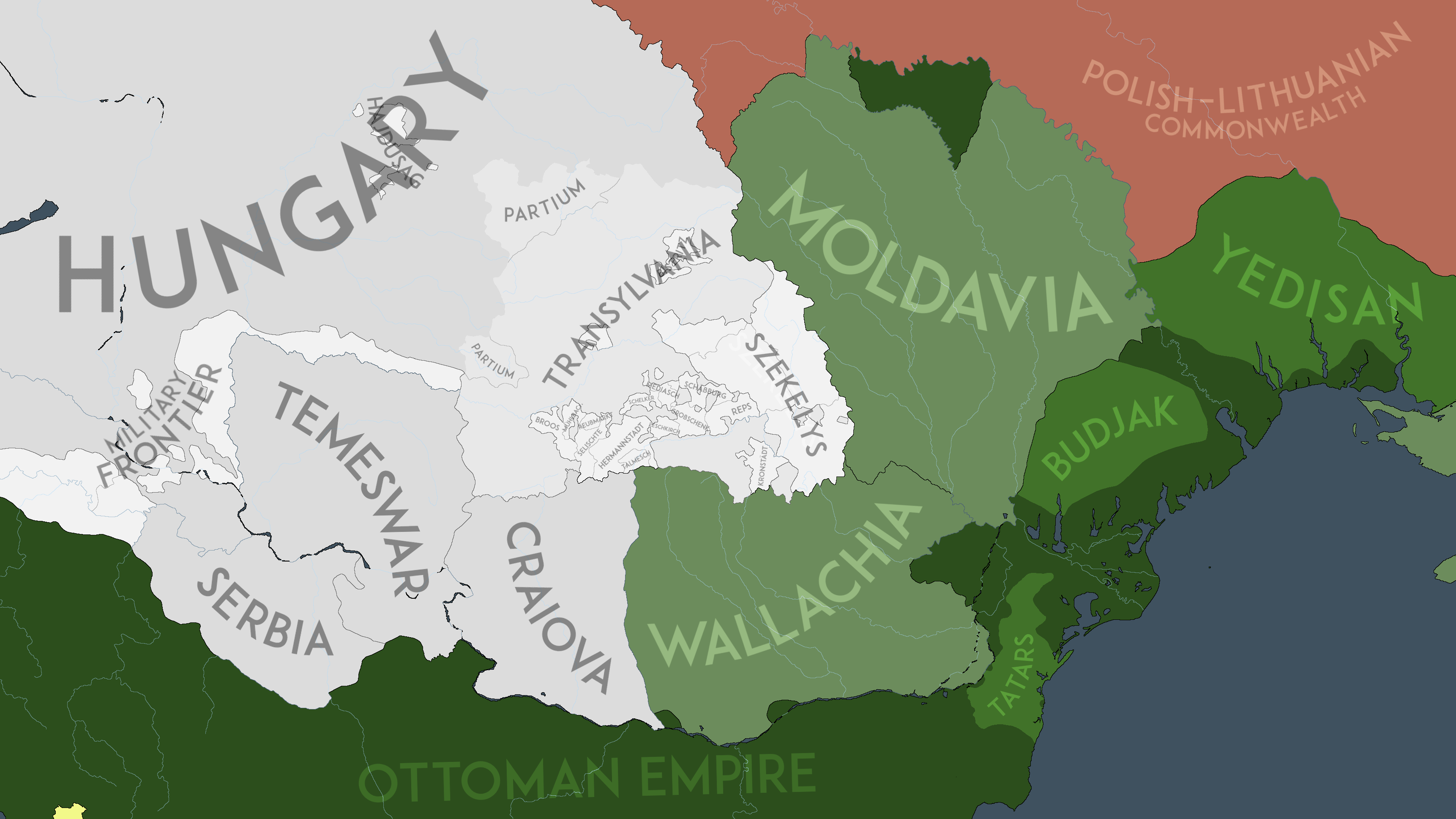
1718
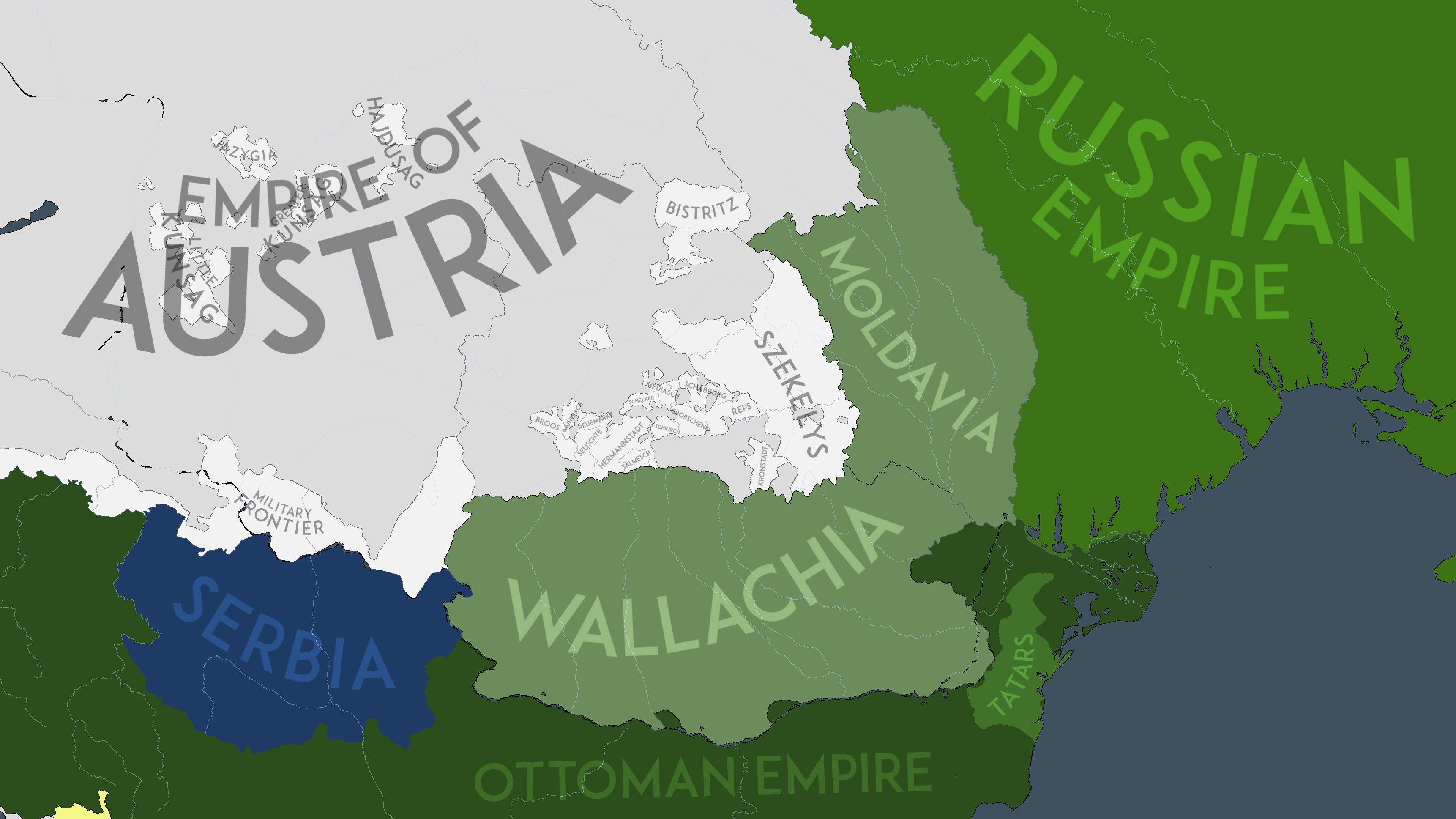
1812
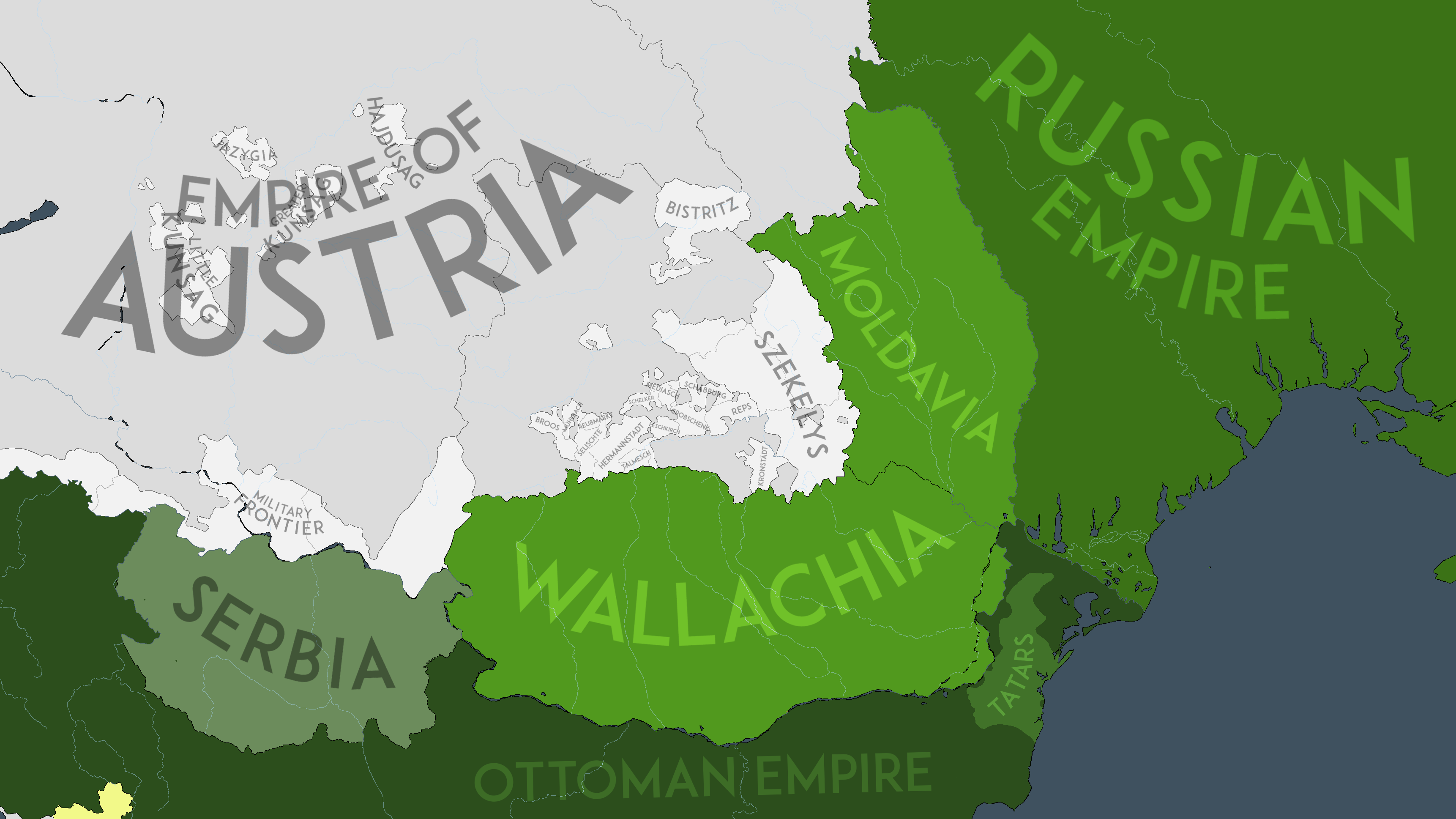
1829
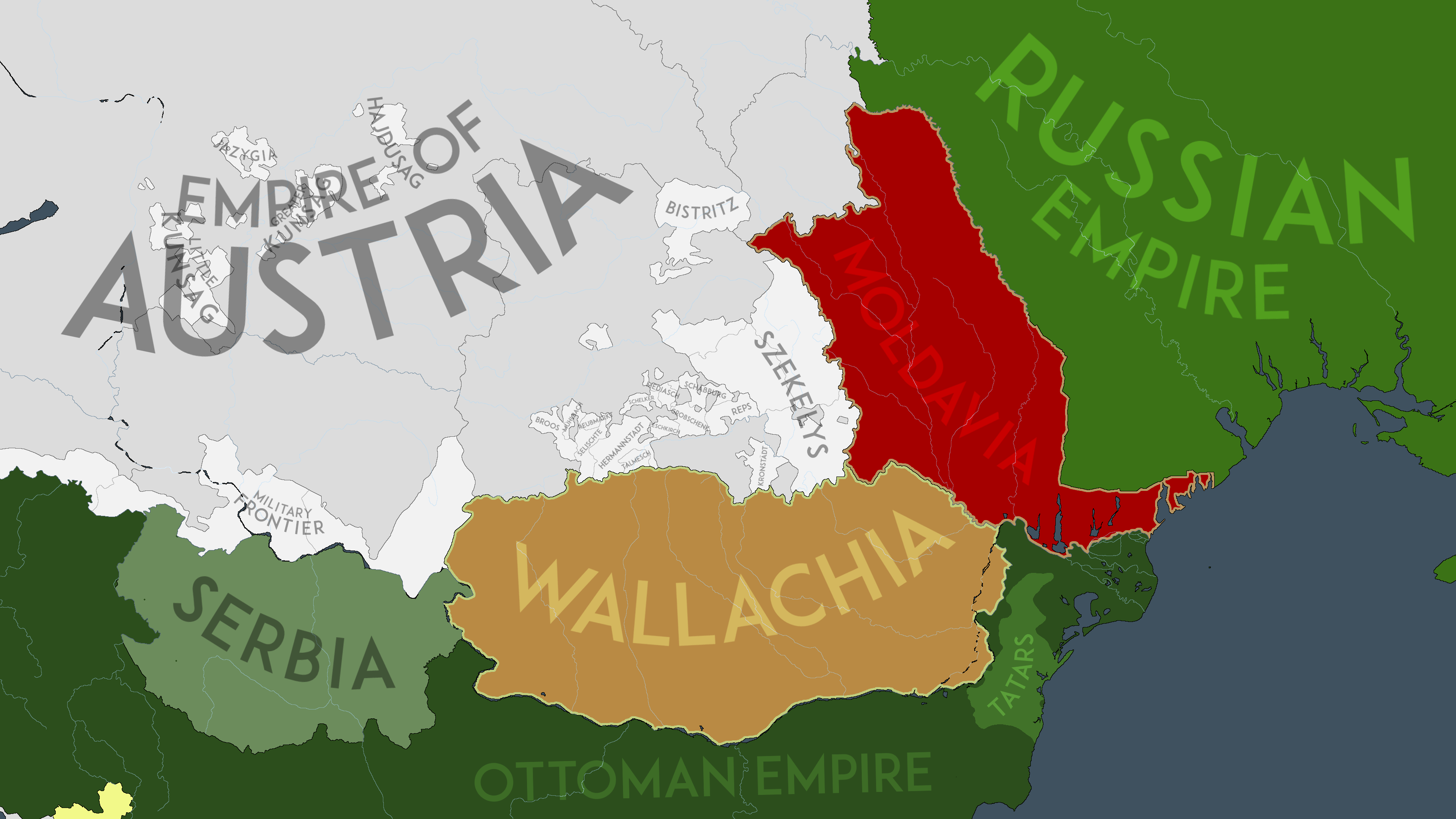
1856

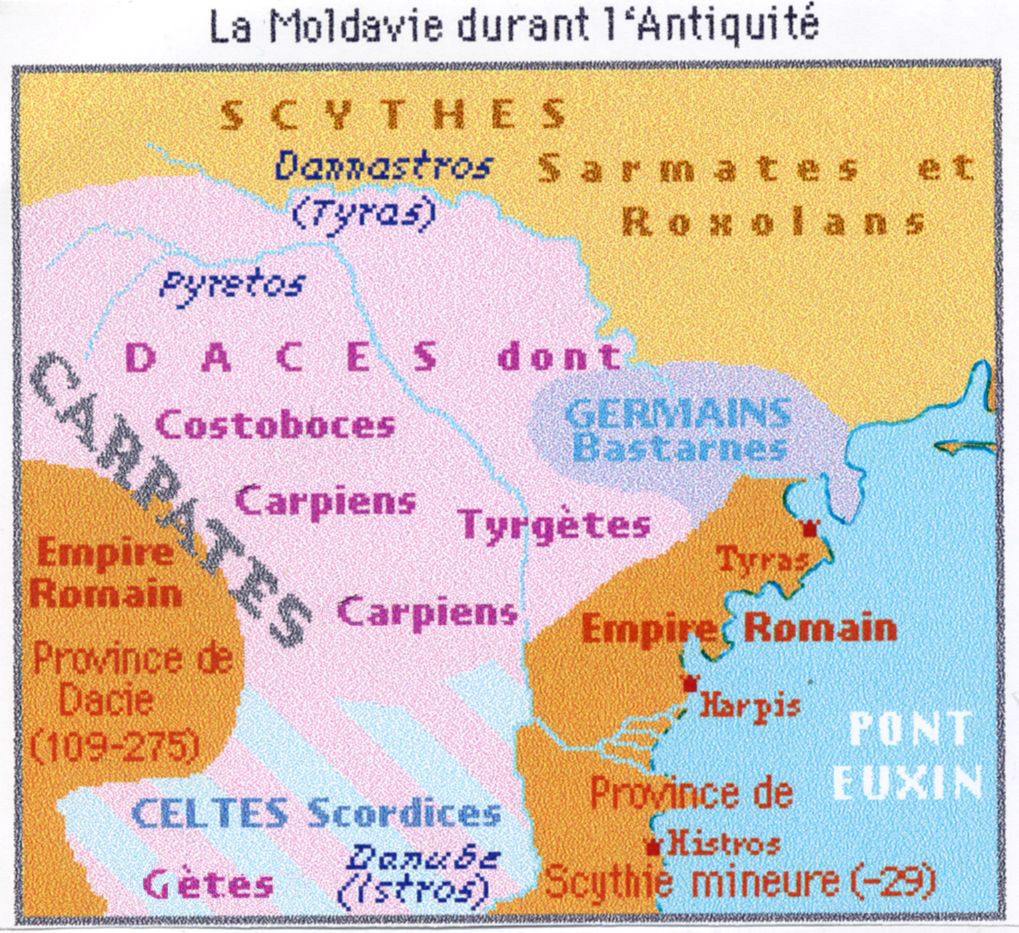
Moldova în Antichitate.
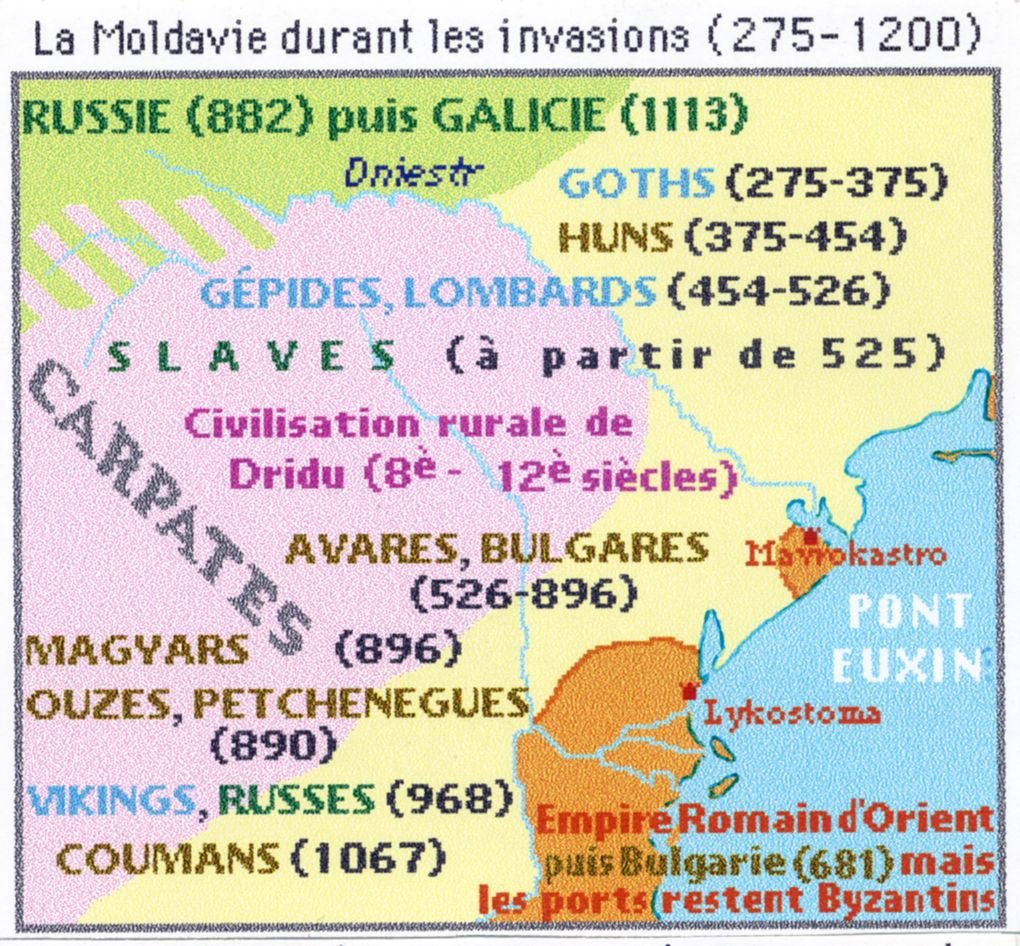
Moldova în periada popoarelor migratoare și a civilizației rurale Dridu.
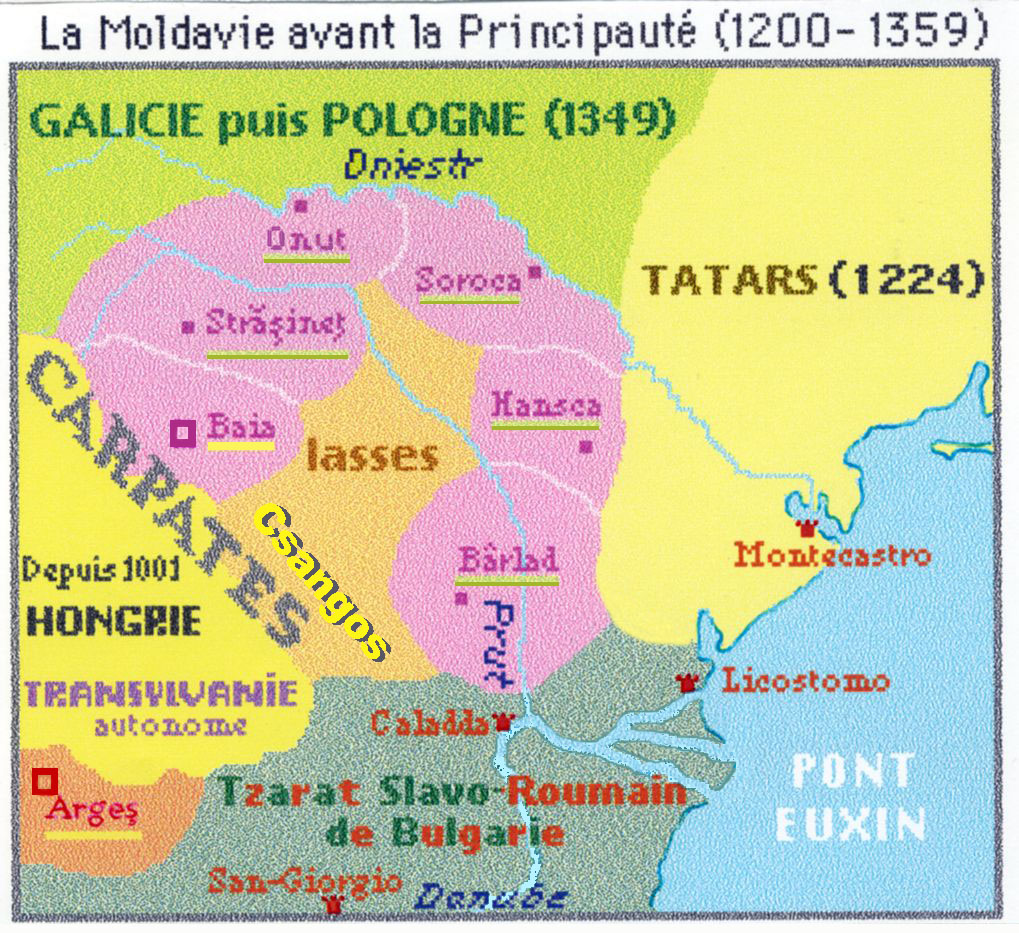
Primele cnezate și voievodate, vasale ale Ungariei și Galiției.
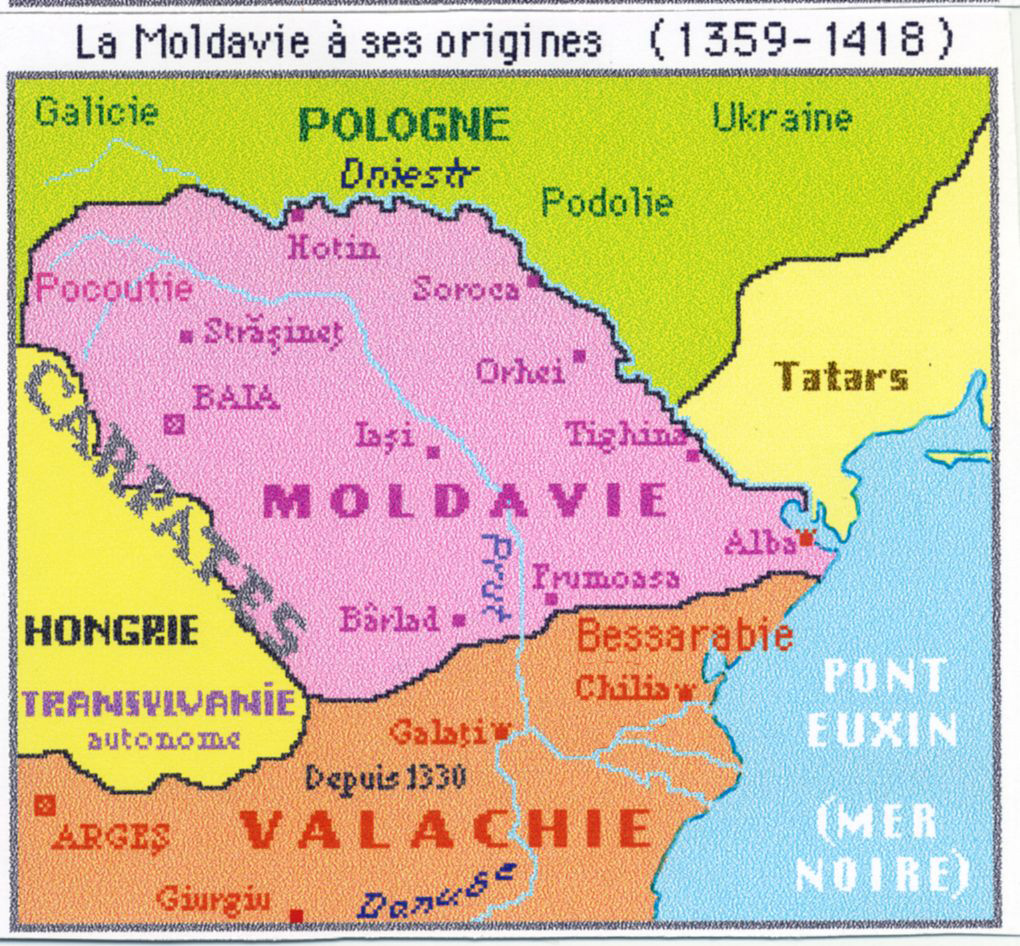
Voievodatul Moldovei la întemeierea sa, în 1359.
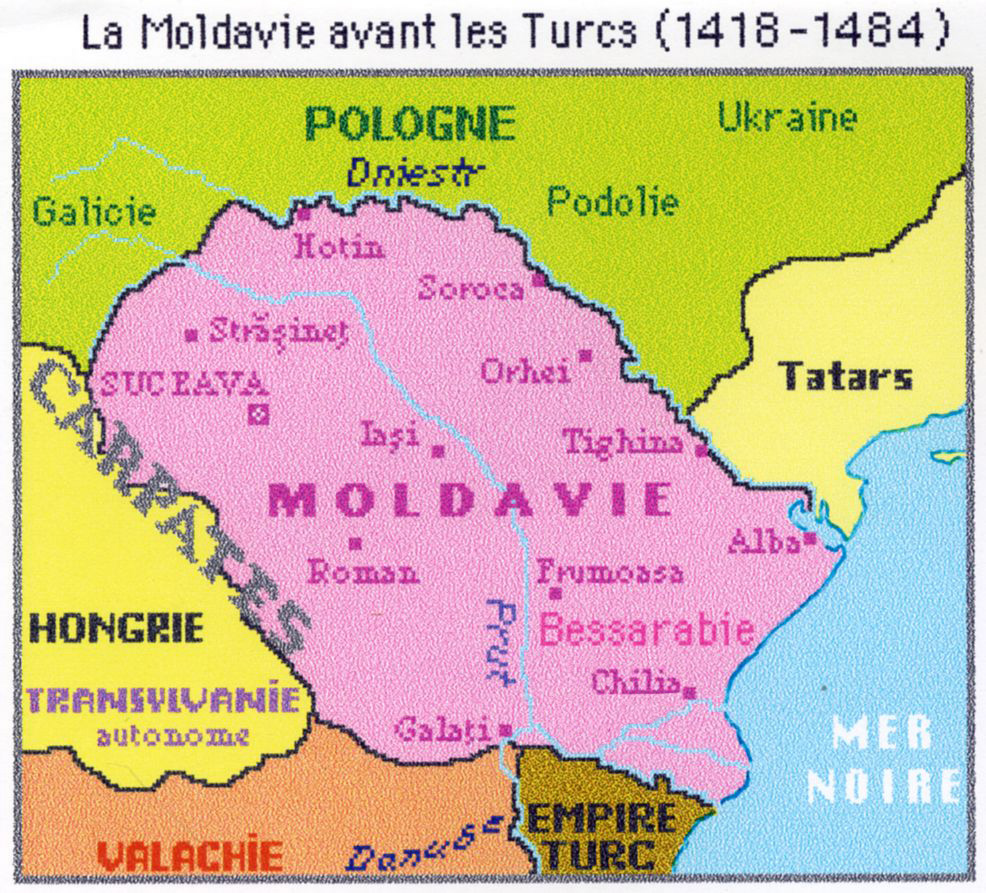
Voievodatul Moldovei sub Ștefan cel Mare.
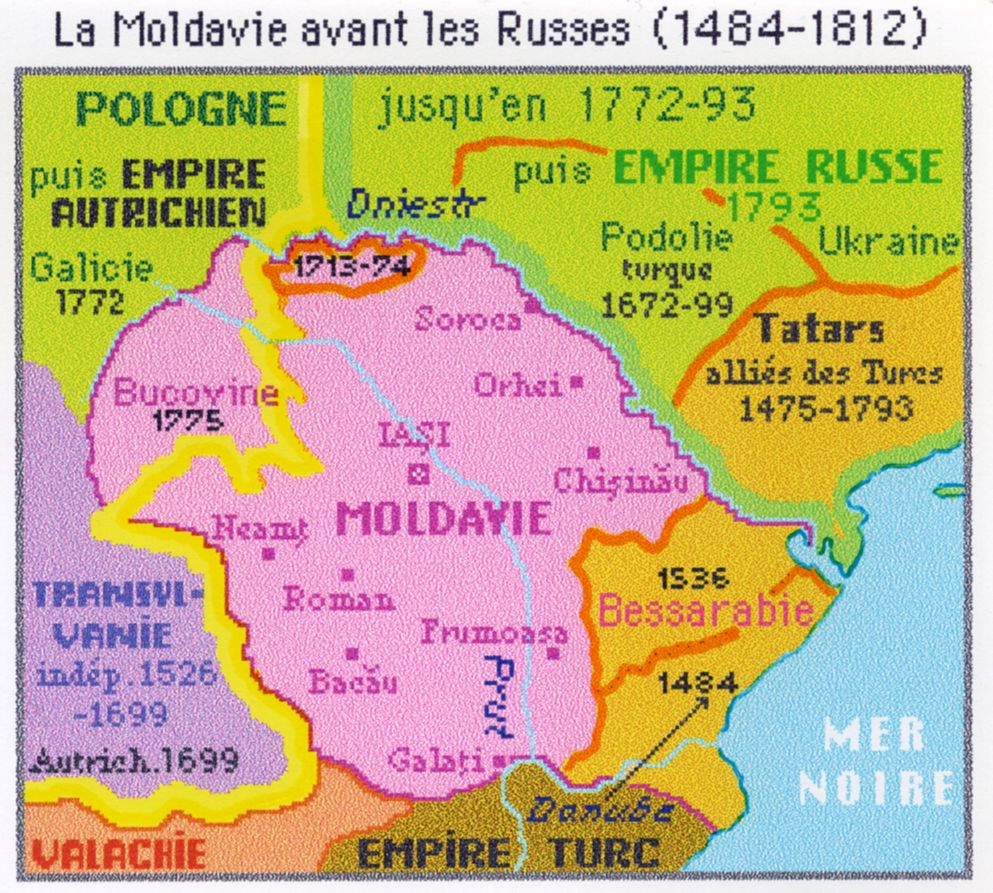
Voievodatul Moldovei, vasal al Imperiului Otoman.
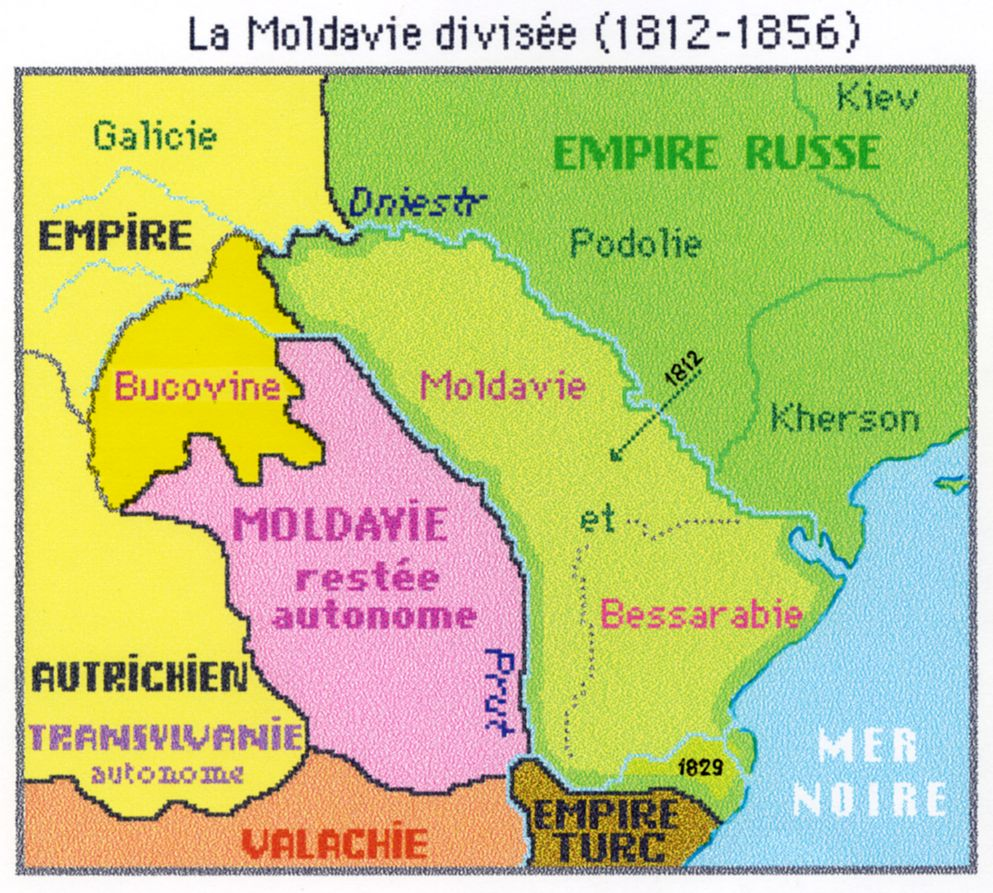
Moldova împărțită, cu partea de nord-vest devenită kronlandul austriac Bucovina în 1775 și cu partea de răsărit devenită gubernia rusească Basarabia în 1812.
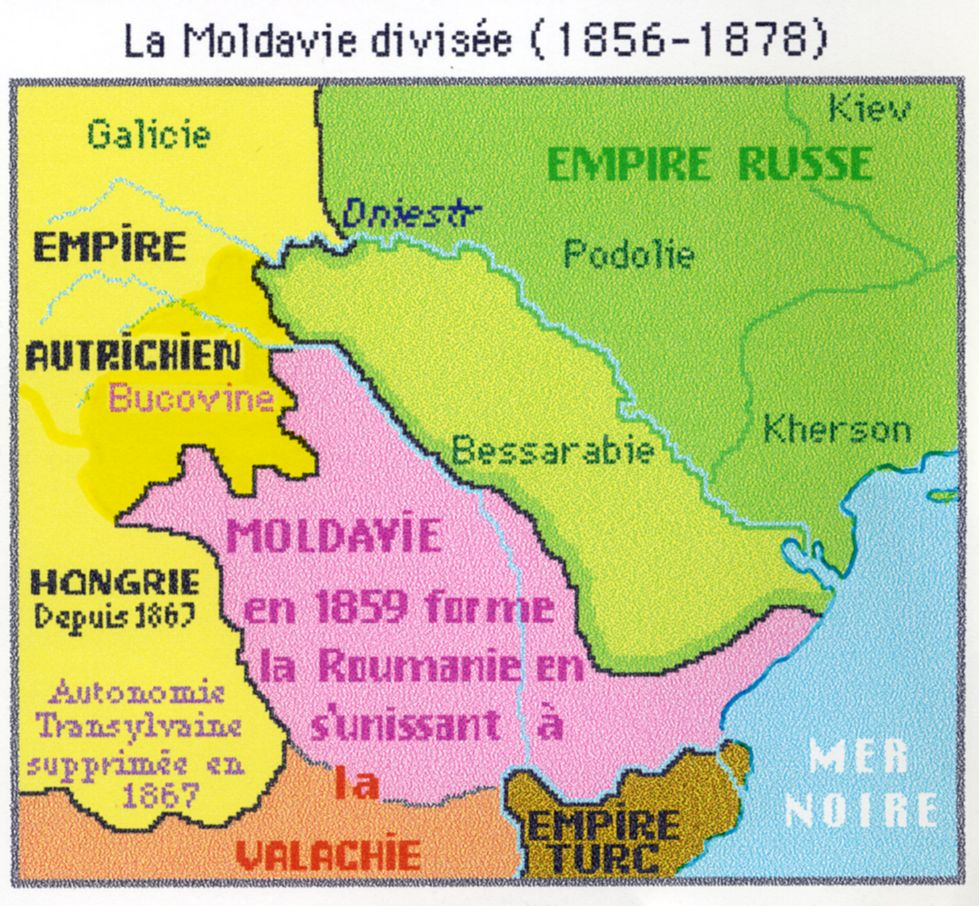
Moldova cu județele Cahul, Bolgrad și Chilia, în 1856.
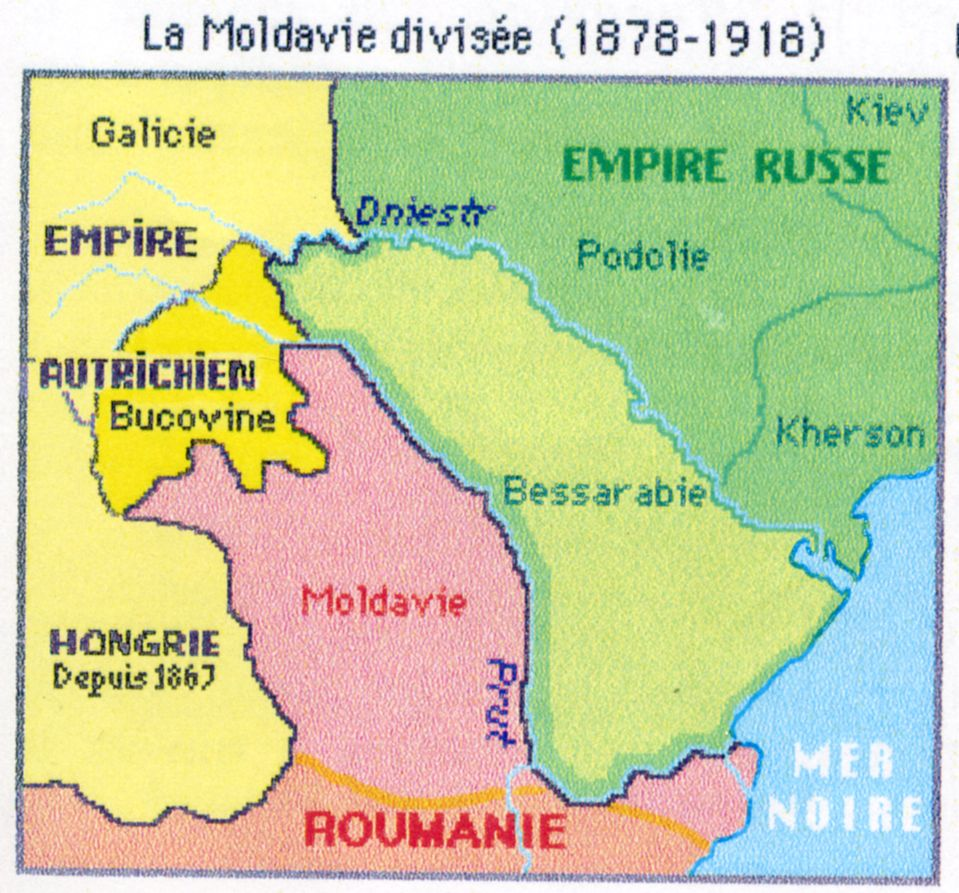
Moldova mai puțin de jumătate românească, restul rusească și austro-ungară.
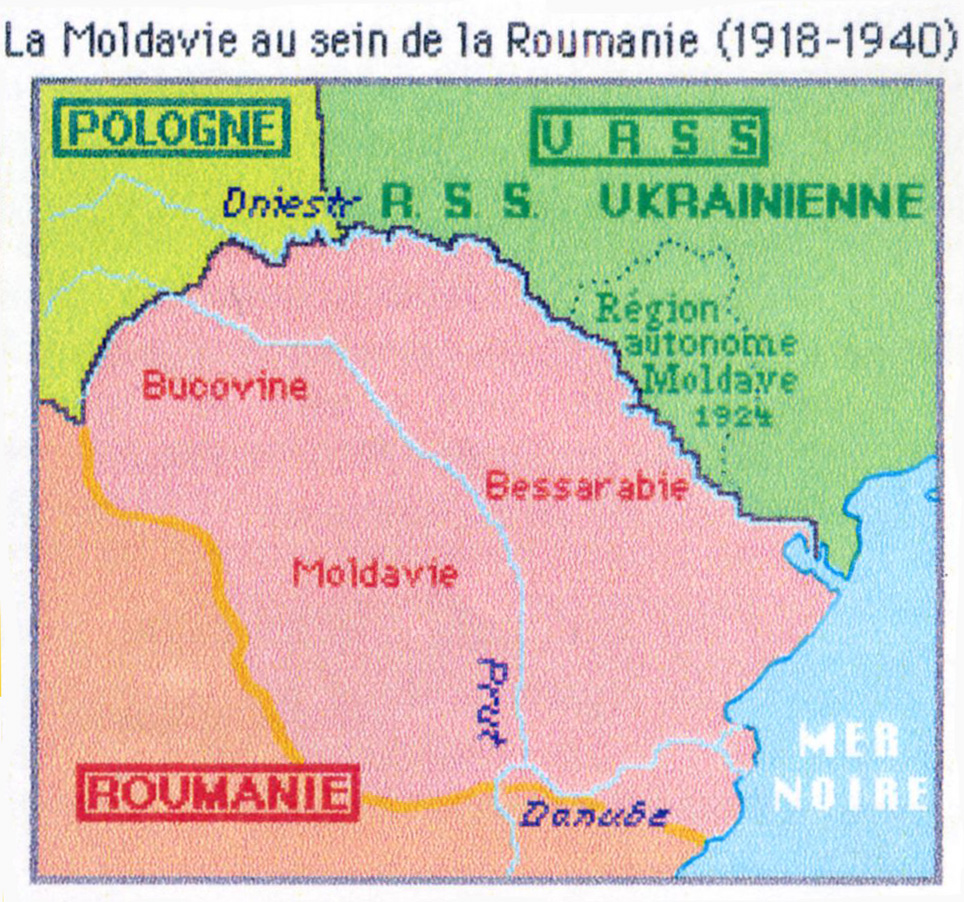
Moldova reîntregită în cadrul României mari, conform votului Sfatului Țării și Consiliului Bucovinei în 1918, cu sprijinul președintelui Wilson.
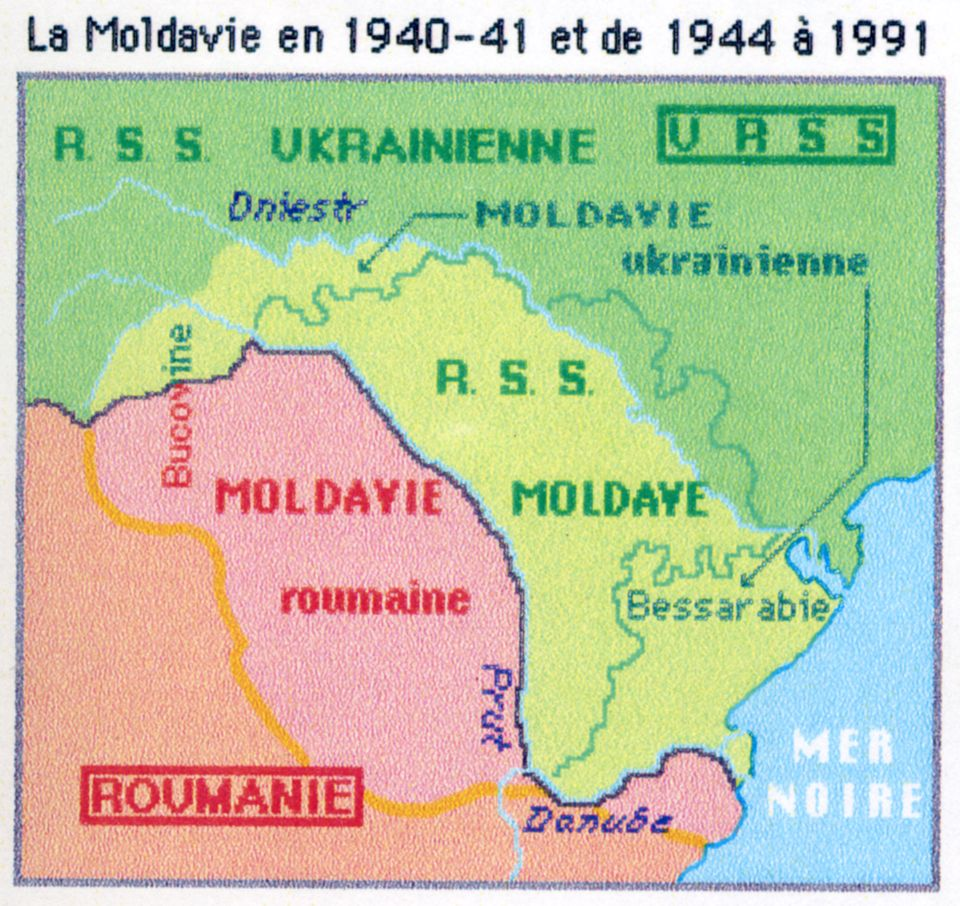
Moldova din nou împărțită conform Pactului Hitler-Stalin, în 1940.
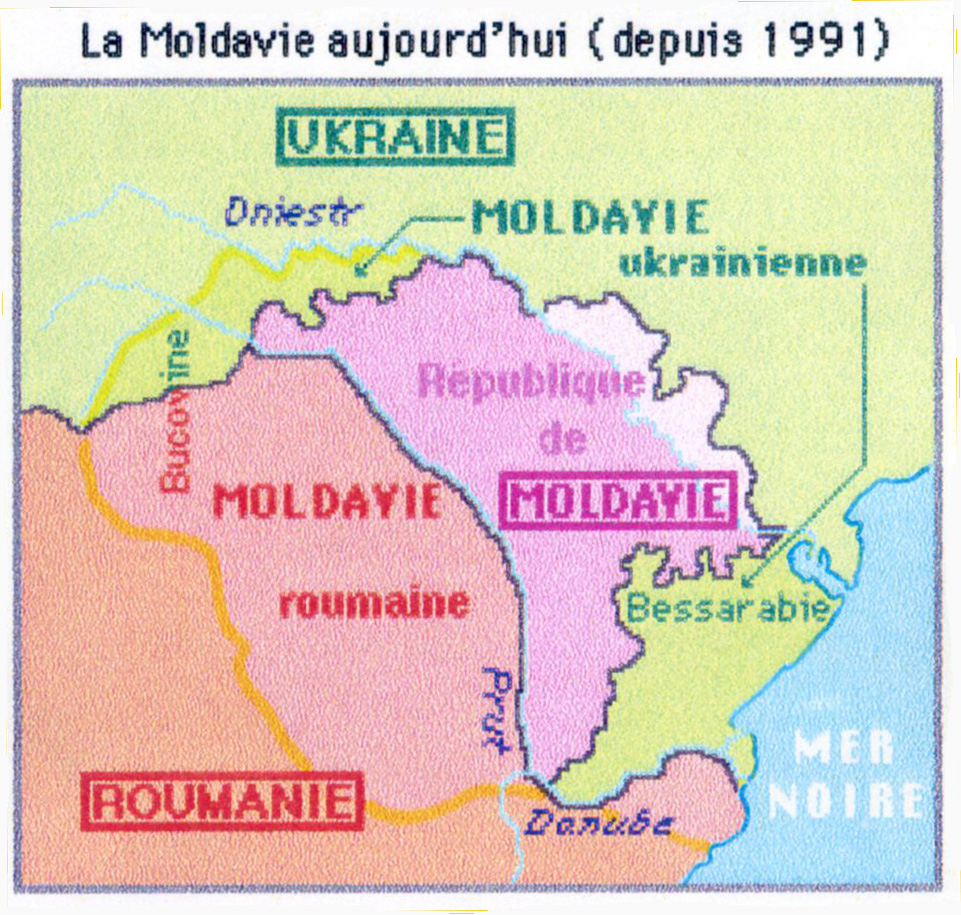
Moldova astăzi